# Spirou und Fantasio

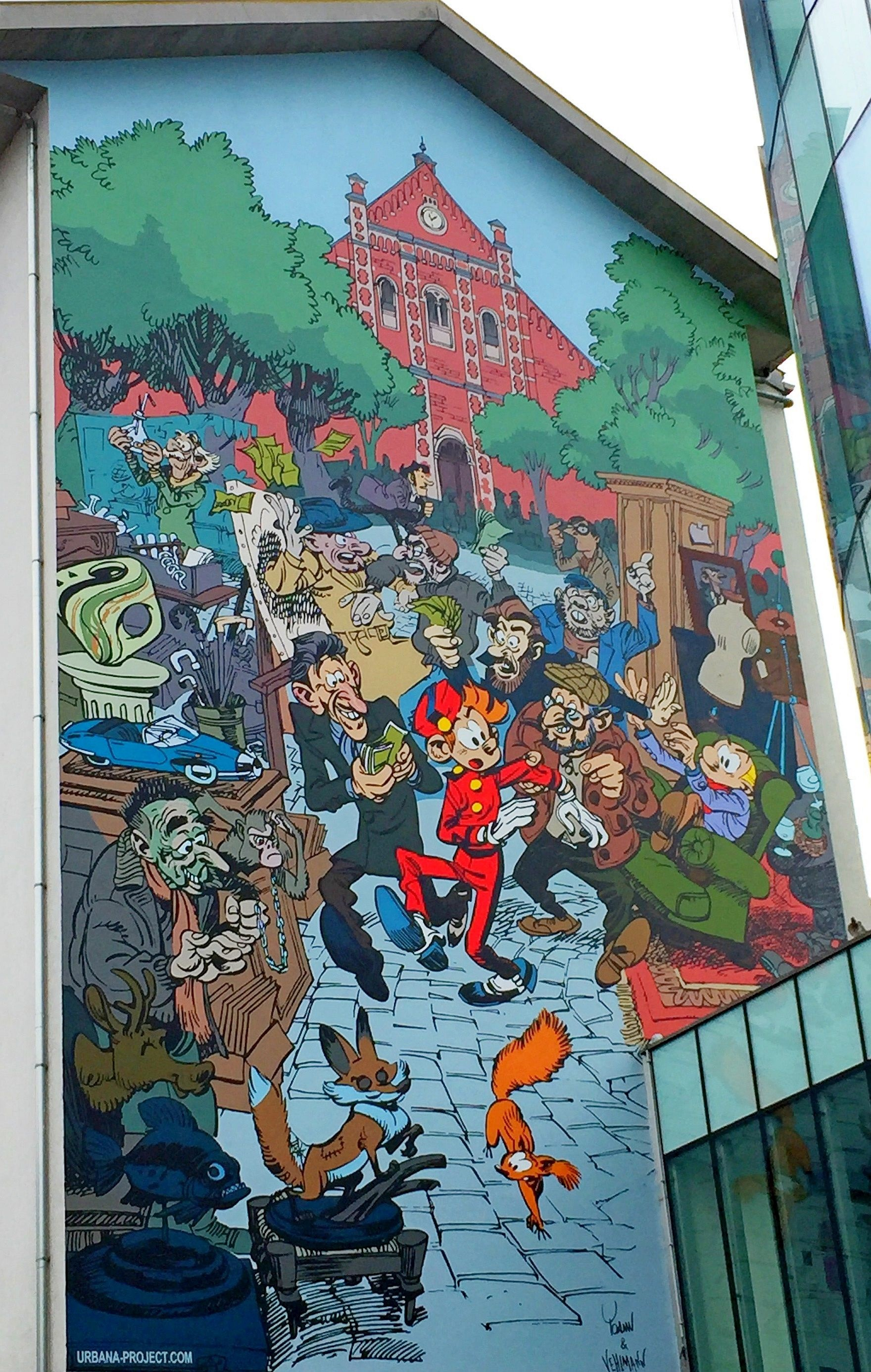
Wandgemälde in Brüssel, Rue Notre-Dame de Grâce / Onze-Lieve-Vrouw van Gratiestraat

Spirou und Fantasio (im französischen Original: Spirou et Fantasio) sind die beiden Hauptfiguren der gleichnamigen frankobelgischen Comic-Serie. Die Abenteuer von Spirou und Fantasio gehören zu den erfolgreichsten humoristischen Abenteuer-Comics in Europa, vergleichbar mit Tim und Struppi und Asterix.

## Spirou und seine Autoren

### Rob-Vel, Davine, Jijé

Aktuelles Logo des Magazins Spirou

Der Page Spirou wurde 1938 vom Franzosen Rob-Vel (eigentlich Robert Velter) für das gleichnamige Comicmagazin des Verlags Dupuis kreiert. Velter, der der gleichen Beschäftigung selbst einmal nachgegangen war, führte die Figur als Page im Moustic-Hotel ein, machte aus ihr aber sehr schnell einen Abenteurer.
Das Moustic-Hotel (wörtlich "Hotel Mücke") hat seinen Namen von einem Magazin, das derselbe Verlag verlegte.
1939 stellte er Spirou das Eichhörnchen Pips zur Seite, das fortan dessen treuer Begleiter wurde. Nach der Einberufung des Zeichners in den Zweiten Weltkrieg wurde die Serie 1939/40 für einige Monate von seiner Ehefrau Davine (d. i. Blanche Dumoulin) betreut. 1943 beendete Rob-Vel seine Arbeit an Spirou und überließ die Rechte an der Serie Dupuis. Mit Szenarist Raoul Cauvin (der später abermals mit der Serie zu tun hatte) entstand 1970 noch der Sechsseiter 1938 – Spirou 1.
Kurzzeitig bereits 1940 und dann von 1943 bis 1946 führte der Belgier Jijé (Joseph Gillain) die Serie weiter, die unter seinem Einfluss deutliche zeichnerische Fortschritte machte und mehr denn je den Humor betonte. In dieser Zeit während der deutschen Besetzung Belgiens gab er der Serie vorübergehend auch antisemitische Züge, als er etwa im Band Spirou, vedette de cinéma von 1940 den als Juden erkennbaren Isaak Godsak eine Filmproduktion sabotieren ließ.
Er gab Spirou mehr Dynamik, baute die Figur Pips aus und fügte 1943 Spirous Freund Fantasio hinzu. Der Name dieser Figur existierte bereits seit 1939 – er wurde vom damaligen Spirou-Chefredakteur Jean Doisy als Pseudonym für die verdrehte Rubrik „Voyez–vous les erreurs?“ im Spieleteil des Magazins benutzt. Seit seinem zweiten Auftritt war Jijés Fantasio unverzichtbarer Bestandteil der Serie.

### André Franquin
1946 übergab Jijé die Serie seinem Landsmann, dem damaligen Comic-Neuling André Franquin, der sie zunächst im Stil seines Vorgängers fortführte. Ab 1950 jedoch wichen die eher kürzeren, munter drauflos improvisierten Geschichten längeren Abenteuern mit komplexeren Handlungen. Fantasio, der bei Jijé noch ein ebenso exzentrischer wie trotteliger Lebenskünstler gewesen war, mutierte zu einem nervösen Reporter, der bei seinen Reportagen von Spirou begleitet wurde. Zudem führte Franquin eine größere Anzahl wiederkehrender Nebenfiguren ein, unter anderem den Grafen von Rummelsdorf, den schurkischen Zantafio, die Reporterin Steffani, den verrückten Wissenschaftler Zyklotrop sowie diverse Bewohner des Städtchens Rummelsdorf. Die populärste Schöpfung Franquins für die Serie war das Fantasiewesen Marsupilami. Ab den späten 1950er Jahren erhielt der Künstler Hilfe von Greg bei den Szenarios und Jidéhem (d. i. Jean de Mesmaeker) bei den Hintergründen. Bei drei Episoden, die aus Werbezwecken speziell für die Tageszeitung Le Parisien Libéré entstanden, arbeitete er mit dem damaligen Comic-Debütanten Jean Roba zusammen.
André Franquin machte aus Spirou und Fantasio einen der großen Klassiker der frankobelgischen Comicliteratur. Obwohl die Titelhelden nicht von ihm stammen, wird er dennoch als der eigentliche „Vater“ der Serie gesehen, auf dessen Werk die diversen Nachfolger aufbauen konnten.

### Fournier
Um sich voll seiner eigenen Serie Gaston widmen zu können, übergab Franquin Spirou an den Bretonen Jean-Claude Fournier. Zeichnerisch solide und experimentierfreudig, bewegten sich dessen von 1969 bis 1979 entstandene Spirou-Abenteuer zwischen Poesie und Politik. Mit dem japanischen Zauberer Itoh Kata und der „exotischen“ Reporter-Schönheit Ororea fügte er dem Spirou-Universum zwei weitere erinnernswerte Figuren hinzu. 1979 gab Fournier die Serie aufgrund von Differenzen mit dem Verlag wegen des Veröffentlichungsrhythmus der Geschichten auf. Sein begonnenes zehntes albenlanges Spirou-Abenteuer La maison de la mousse blieb ein fünfseitiges Fragment.

### Nic & Cauvin
Ab 1980/1981 wurde die Serie gleichzeitig von Nic & Cauvin sowie Tome & Janry übernommen. Da erstere mit drei wenig inspirierten albenlangen Geschichten auf wenig Gegenliebe bei den Fans stießen, blieb es beim Team Tome & Janry. Zeichner Nic (d. i. Nicolas Broca) kam ursprünglich vom Trickfilm, ein Umstand, auf den sich die mangelnde Detailfreude in seinen Zeichnungen zurückführen lässt. Der sonst sehr erfolgreiche Comicautor Raoul Cauvin betrachtet seinen Anteil an der Serie rückblickend als „dunklen Punkt“ seiner Karriere und entschuldigt sich unter anderem damit, dass Dupuis ihm nicht erlaubt habe, die beliebten Nebenfiguren der Serie einzusetzen.

### Tome & Janry
Dort ansetzend, wo Franquin 1968 aufgehört hatte, führten Tome & Janry (Philippe Vandevelde und Jean-Richard Geurts) Spirou in den 1980er und 1990er Jahren wieder zum Erfolg. Dabei setzten sie vor allem auf zeitgemäße Action, mehr Tempo und schwarzen Humor, und kreierten unter anderem den glücklosen Mafia-Boss Don Vito Cortizone. 1998 überraschten sie mit dem kontroversen Spirou-Abenteuer Jagd auf Spirou, in dem die Figuren in einem (vergleichsweise) realistischen Stil gehalten sind. Da Dupuis, wie schon bei Fournier, auch von ihnen eine größere Produktivität verlangte, stiegen Tome & Janry während der Arbeit am nächsten Abenteuer Zorglub à Cuba (erhalten als 8-Seiten-Fragment) aus der Serie aus. Zudem hatte das Duo als Ableger zwischenzeitlich die Abenteuer vom Kleinen Spirou entwickelt, der den großen seit den neunziger Jahren an Erfolg überflügelt.

### Yves Chaland
Im Jahre 1982 war außerdem der unvollendete Spirou-Comic Stählerne Herzen von Yves Chaland erschienen. Das nostalgische, ursprünglich schwarz-weiße und im Stil von Zeitungsstrips gehaltene Abenteuer war eine Hommage an den Spirou der vierziger Jahre. Die Geschichte wurde 1990 in Form eines Textes von Yann (d. i. Yann le Pennetier) mit Illustrationen von Chaland abgeschlossen, wobei Spirou und Fantasio aus rechtlichen Gründen unter Leopardenfellen agierten.

### Morvan & Munuera
Nach mehrjähriger Pause erschienen ab 2004 neue, vom Team Morvan & Munuera gestaltete Abenteuer im traditionellen Semi-Funny-Stil, der allerdings – angeblich auf Anweisung von Dupuis – deutliche stilistische Anleihen bei den Mangas aufwies. Im Gegensatz zu Tome & Janry würdigten Jean-David Morvan und José-Luis Munuera mit ihren Spirou-Geschichten nicht nur Franquin, sondern auch die anderen Autoren der Serie, indem sie beispielsweise auf die erste Spirou-Episode von Rob-Vel anspielten oder Fourniers Itoh Kata aus der Versenkung holten. Mit Miss Flanner fügten sie der Serie außerdem einen weiteren der raren weiblichen Charaktere hinzu. Das vierte und letzte Album des Duos war das in Frankreich bzw. Belgien insgesamt fünfzigste der Serie und entstand unter Mitarbeit von Yann als Co-Szenarist.

### Yoann & Vehlmann
Aufgrund stark rückläufiger Verkaufszahlen hatte sich Dupuis bereits Anfang 2007 dazu entschieden, Morvan und Munuera künftig durch ein neues Team zu ersetzen. Nachdem den Fans seit langem klar gewesen war, dass Yoann (d. i. Yoann Chivard) & Fabien Vehlmann die Nachfolger sein würden, erfuhren diese Namen Anfang 2009 ihre unspektakuläre Bestätigung seitens des Verlags. Das Duo hatte zuvor bereits einen Spirou-„One-Shot“ (s. u.) sowie eine Kurzgeschichte, letztere in etwas angepassterem Zeichenstil, realisiert. Der erste albenlange Beitrag von Yoann & Vehlmann zur Stammserie erschien Mitte 2010 in Spirou. Als Neuerung endet nun jedes Abenteuer mit einem kurzen Vorausblick auf das nächste. Die Verkaufszahlen der ersten Alben dieses Teams bestätigten den von Morvan & Munuera eingeleiteten Abwärtstrend. Im Jahr 2014 erhielt der Verlag Dupuis von Marsu Productions die Rechte an Gaston und dem Marsupilami, sodass diese Figuren wieder in die Serie Spirou und Fantasio integriert werden können. Die Rückkehr des Marsupilamis erfolgte im Band Der Zorn des Marsupilamis.

### Olivier Schwartz, Sophie Guerrive & Benjamin Abitan
Im Juli 2021 wurde ein Autorentrio angekündigt. Olivier Schwartz übernahm das Zeichnen, und für das Szenario sind seither Sophie Guerrive und Benjamin Abitan verantwortlich. Ihr erster Band, Der Tod von Spirou, erschien 2022 und endete mit einem Cliffhanger. Fortsetzung und Schluss des Abenteuers folgte im Oktober 2024 unter dem Titel Das Gedächtnis der Zukunft.

### „One Shots“
Seit 2005 dürfen sich – synchron zu den regulären Alben – im Auftrag von Verleger/Rechteinhaber Dupuis auch diverse andere Zeichner an den beiden Helden versuchen. Stilistisch sind ihnen dabei keinerlei Grenzen gesetzt, einzige Vorgabe ist, ein „authentisches“ Abenteuer von Spirou und Fantasio zu kreieren, und nicht etwa in die Parodie abzudriften. Die Idee dazu entstand, als man sich auf die Suche nach den Nachfolgern von Tome & Janry machte: Viele Künstler zeigten Interesse, ein Spirou-und-Fantasio-Abenteuer zu gestalten, jedoch keinesfalls mehrere, da unter dem Zeitaufwand ihre eigenen Serien zu leiden hätten. Die bisherigen Alben dieser unter dem Titel „Le Spirou de …“ / „Une Aventure de Spirou & Fantasio par …“ (inoffiziell: „One Shots“) laufenden Reihe lieferten Yoann & Vehlmann, Frank Le Gall, Fabrice Tarrin & Yann, Émile Bravo, Olivier Schwartz & Yann, Fabrice Parme & Lewis Trondheim sowie Flix ab.
Weitere Alben sind in Vorbereitung, u. a. von Didier Conrad & Arleston (d. i. Christophe Pelinq), Marc Hardy & Zidrou (d. i. Benoit Drousie), Frank Pé & Zidrou und dem Trio Téhem (d. i. Thierry Maunier), Pierre Makyo (d. i. Pierre Fournier) & Toldac (d. i. Michel Fournier) sowie jeweils ein zweites von Émile Bravo und Schwartz & Yann.

## Frühe Entwicklung der Serie bis zu ihrer Reife
Spirou wurde von Rob-Vel ursprünglich als Hotelpage geschaffen, der als Mädchen für alles den Alltag im Hotel Moustic auf den Kopf stellt, und gab sein Debüt auf dem Titelblatt der ersten Nummer des Journal de Spirou vom 21. April 1938: Der Besitzer des Hotels, Monsieur Papillon, ist auf der Suche nach einem perfekten Pagen. Rob-Vel selbst tritt als Künstler auf, malt Spirou und besprenkelt ihn mit Lebenswasser. Der Page entsteigt der Leinwand und ist zu Diensten. In seiner Eigenschaft als Hoteldiener erschien Spirou zunächst in Form von 27 Gag-Einseitern auf der Titelseite, wobei es bezeichnend war, dass sich seine Erlebnisse bereits ab der neunten Episode häufiger außerhalb des Hotels abspielten als innerhalb. Die einzige wichtige, wiederkehrende Nebenfigur zu der Zeit war der Chefportier Entresol.
Mit der 28. Folge begann die erste lange Fortsetzungsgeschichte, Spirou et l’héritage de Bill Money. Die ersten fünf Seiten spielen sich noch im Hotel ab: Spirou lernt Bill Money kennen, den Erben eines riesigen Vermögens, der allerdings eine Million Francs pro Monat ausgeben muss, um zu vermeiden, dass der Reichtum in die Hände seines unredlichen Vetters Jim Rascal übergeht. Zunächst kauft Money das Hotel Moustic auf, dann schlägt Spirou ihm eine gemeinsame Weltreise vor. Mit dieser Reise wandelte sich die Serie schon früh vom reinen Gag-Comic zu einer humoristischen Abenteuerserie. Wenig später bekommt Spirou es bei Rob-Vel mit dem teuflischen Sosthène Silly zu tun, dessen von Riesenrobotern geschütztes Unterwasserversteck unter anderem eine Folterkammer enthält, deren diverse Marterwerkzeuge von einem Eichhörnchen im Laufrad angetrieben werden. Spirou befreit es, tauft es spontan Pips, und hat mit ihm seinen ersten wichtigen Begleiter.
Nach Übernahme der Serie durch Jijé bekommt Spirou 1943 in der Geschichte Le pilote rouge erstmals Besuch von Fantasio, der sich, vom in Lektüre vertieften Spirou weitgehend unbemerkt, auf der ersten Seite kurz mit Pips unterhält und wieder verschwindet. Zu Beginn der nächsten Episode, Spirou et l’aventure, bezeichnet Spirou seinen künftigen Gefährten als „vieille branche“ (Altes Haus) und „vieux frère“ (Bruderherz) – es wird so getan, als ob Fantasio schon immer zur Serie dazugehört hat. In diesem ersten Abenteuer, in dem die beiden als Team auftreten, werden sie ein Opfer der schlecht funktionierenden Zeitmaschine des Professors Cosinus, mit der sie unfreiwillig in die Vergangenheit reisen. Der zweite Teil der Geschichte ist eine Reise in die Zukunft, allerdings nur in Spirous Traum, der dritte Teil, auch bekannt als Les noires têtes, dreht sich um die Entführung von Pips. In Jijés La jeep, auch bekannt als Fantasio et la voiture tout-terrain, redet Fantasio zum ersten Mal davon, eine Reportage für das „Journal“ machen zu wollen, übt bis 1950 aber noch diverse andere Berufe aus.
André Franquins erster wichtiger Beitrag zur Serie war Onkel Ottos Testament, die erste Geschichte, in der Spirou und Fantasio sich gemeinsam auf eine Abenteuer-Reise begeben, um in diesem Fall in Afrika nach dem Schatz von Spirous Onkel zu suchen. Spirou bei den Pygmäen stellte 1949/50 den Beginn einer bis heute andauernden Kontinuität in der Serie dar. Hier taucht bereits dieselbe Mietwohnung auf, die von Spirou auch noch in den ersten albenlangen Abenteuern bewohnt wird, ferner wird am Ende der Geschichte deutlich, dass er und Fantasio für Dupuis (bzw. Carlsen) arbeiten: Sie werden nach Hause bestellt, um eine Reportage zu machen, die sie dann in der nächsten Episode in den „Wilden Westen“ jener Zeit verschlägt. Der Beruf des Journalisten bzw. Redakteurs sollte fortan ihr einziger bleiben.
In der ersten albenlangen Geschichte schließlich machen die Helden Urlaub im Städtchen Rummelsdorf, das von einem geheimnisvollen „Zauberer“ heimgesucht wird, der der heimischen Flora und Fauna übel mitspielt. Dieser entpuppt sich ausgerechnet als der respektierte Aristokrat und Schlossbewohner des Ortes, der Graf von Rummelsdorf, der zu allem Überfluss auch noch mit einem narkotisierten Fantasio herumexperimentiert. Spätestens im letzten Teil der Geschichte, als der Graf sich bemüht, den von ihm angerichteten Schaden wieder gut zu machen, freunden sich die Helden mit dem trotz seiner verqueren Methoden sympathischen 70-jährigen Wissenschaftler an und kehren später regelmäßig nach Rummelsdorf zurück. Im nächsten Abenteuer bzw. Album muss Fantasio drei von seinem verstorbenen Onkel gestellte Aufgaben erfüllen, um dessen Erbe antreten zu können. Eine davon besteht darin, nach Palumbien zu reisen und dort ein Marsupilami einzufangen – Anfang 1952 waren so die Hauptfiguren der Serie endlich komplett.

## Figuren der Serie

### Hauptfiguren

#### Spirou

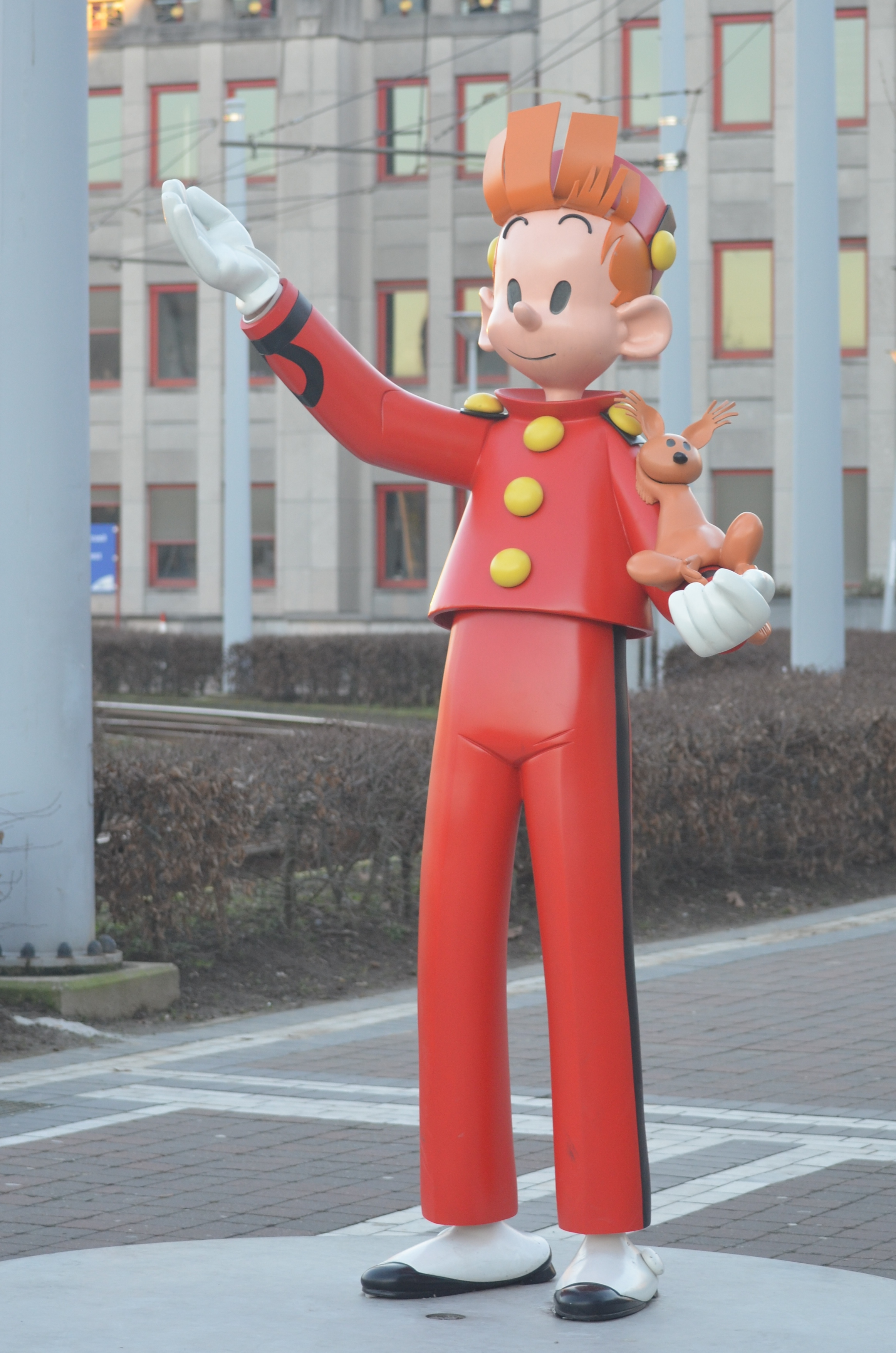
Eine Statue von Spirou und Pips am Bahnhof Charleroi-Central.

Spirou ist die eigentliche Hauptfigur der Serie. Anfangs kurzzeitig als Hotelpage und Lausbub eingesetzt, entwickelte er sich schnell zum Abenteurer und war spätestens in den 1950er Jahren zu einem typischen Helden mit den entsprechenden Eigenschaften herangereift: Er ist intelligent, couragiert, unbestechlich, loyal seinen Freunden gegenüber, agiert voller Dynamik und trotzdem mit Bedacht, kurz: Er steht immer auf der Siegerseite. Seine aufregenden Erlebnisse resultieren aus dem Journalisten-Beruf seines Freundes Fantasio, aus Abenteuerlust oder auch aus reinem Zufall. Die Abenteuer des unzertrennlichen Trios Spirou, Fantasio und Pips spielen sich oft im treffend betitelten Ort Rummelsdorf ab, in der Großstadt, im europäischen Ausland, in Afrika, Südamerika, Asien, im ewigen Eis, zu Lande, zu Wasser und in der Luft.
Spirous Wohnsitz ist nicht klar definiert: Bei Franquin lebte er in Brüssel (zu erkennen u. a. am Stadtpark und den Autokennzeichen), bei den Nachfolgern anscheinend in Paris (bei Fournier ist das UNESCO-Gebäude nur eine Taxifahrt von Spirou entfernt, bei Tome & Janry kommt die Trikolore vor), auf jeden Fall aber befindet sich in der Stadt ein Sitz des real existierenden Verlags Dupuis. Anfangs wohnte Spirou noch zur Untermiete bei einer garstigen Hauswirtin in der Innenstadt, zog aber bald mit Fantasio in ein eigenes, außerhalb der Stadt gelegenes schmuckes Haus, das erstmals in Tiefschlaf für die ganze Stadt zu sehen war.
Obwohl er seine erste Tätigkeit als Hotelpage 1938 nur für etwa sieben Monate ausgeübt hatte, lief der eigenwillige Spirou noch bis 1967 in voller Livree herum. In der Geschichte Schnuller und Zyklostrahlen ersetzte er erstmals das Oberteil durch eine normale, rote Jacke. Ab Mitte der 1990er Jahre verzichtete er eine Zeitlang gänzlich darauf, auf seine Jugendsünden hinzuweisen. Aktuell (seit Spirou in Tokio) ist die Uniform wieder in jedem Band präsent, allerdings eher als Running Gag und zum ausdrücklichen Missfallen des Titelhelden. Während Spirou in seiner Kindheit laut Tome & Janry nichts anbrennen ließ (siehe Der kleine Spirou), wurde er später zum Hagestolz, der sich der Weiblichkeit gegenüber eher unbeholfen verhält. Sein Name ist vom wallonischen Wort für Eichhörnchen abgeleitet, das auch Schelm, Lausbub bedeutet. Erstauftritt in La naissance de Spirou (Spirou 1/38 vom 21. April 1938).

„[Spirou war anfangs] einfach nur so da, um Abenteuer zu erleben. Nicht mehr. […] [Die ungewöhnliche Pagenkleidung] hat mich nicht weiter beschäftigt. […] Das Kostüm gab der Figur ein phantastisches Flair; seine berufliche Bedeutung war nebensächlich. […] Stimmt, das ist ein ziemlich anonymes Gesicht. Bei Gillain [d.i. Jijé], glaube ich, war Spirou markanter, hatte mehr Charakter. Ich habe ihn ‚ausgeglichener‘ dargestellt, weil es eine gewisse Unregelmäßigkeit in der Karikatur von Jijé gab… […] Während meiner gesamten Karriere als Spirou-Zeichner hatte ich es schwer mit der Animation von Spirou. Seine Persönlichkeit war stets ein Problem für mich, und ich habe mir nie klargemacht, dass ein Held wie er gar keine Persönlichkeit besitzt. Er hat keine Persönlichkeit, weil er da anstelle des Lesers ist. Deshalb muss er ‚leer‘ sein. Das konnte ich nie akzeptieren, und ich habe mir darüber die ganze Zeit den Kopf zerbrochen, wie ich Spirou, in Ermangelung seiner Art zu sein, eine Art des Tuns geben kann… Das ist mir nie gelungen. Er war immer diese kleine Marionettenfigur, mehr oder weniger aktiv, aber ohne Persönlichkeit. […] Ich habe nur die eine Methode gefunden, ihn sehr mobil zu zeigen, scharfsinnig und ständig in Bewegung.“

#### Fantasio
Fantasio ist der beste Freund von Spirou, mit dem er ein durch zahlreiche gefährliche Abenteuer zusammengeschweißtes und aufeinander eingespieltes Duo bildet. Er wurde 1943 von Jijé als schräger und tollpatschiger Phantast und Lebenskünstler eingeführt, leicht blasiert, mit der dazu passenden, etwas versnobten Kleidung. Anfangs versuchte er sich in diversen Kurzzeitjobs, z. B. als Privatdetektiv, Vertreter von Fertighäusern oder Abbruchunternehmer, und frönte exklusiven Hobbys wie dem Jeep-Fahren oder Herrenreiten. Erst seit 1950 ist er, unterstützt von Spirou, regelmäßig als rasender Reporter für Carlsen unterwegs (im Original für „Le Moustique“ und „Le Journal de Spirou“ von Dupuis). Mit der Zeit wurde er etwas ernsthafter, behielt aber seine Impulsivität. Da Spirou sich ab etwa 1953 zu einem sehr vernünftigen, überlegt agierenden Charakter entwickelte, kam Fantasios Hauptschwäche, sein gelegentlicher Jähzorn, nun wesentlich deutlicher zum Vorschein und brachte die Helden ein ums andere mal in Verlegenheit. Wie der ebenso unbeherrschte Kapitän Haddock aus Tim und Struppi, dessen Einfluss unverkennbar ist, ist auch Fantasio Pfeifenraucher. Anfangs bewohnte er ein eigenes Haus mit Garten, später zog er mit Spirou zusammen.
In seiner Eigenschaft als Journalist spezialisierte er sich auf Fotoreportagen, bei denen er recht eigenwillige Methoden anwendet: beispielsweise bricht er nachts in Kaufhäuser ein, benutzt Gadgets wie als Uhr bzw. Pfeife getarnte Minikameras oder geht im Gorillakostüm auf Fotojagd. Im Laufe der 1960er Jahre verkam er allerdings – sehr zu seinem Leidwesen – zum Schreibtischtäter in der Carlsen-Redaktion. Fantasios Steckenpferd sind technische Basteleien, für die er ein außerordentliches Talent hat. Die von ihm konstruierten Einmann-Fluggeräte namens Fantaschrauber sind nicht weniger als bemerkenswert, oft genug ließ er als Konstrukteur jedoch den nötigen Ernst vermissen, etwa als er einen Dion Bouton 1912 mit James-Bond-Finessen ausstattete. Überhaupt gehören Autos zu seinen speziellen Vorlieben, so dass er in den 1950er Jahren voller Stolz am Steuer zweier außergewöhnlicher Sportwagen saß, dem Turbot sowie dessen Nachfolger Turbot 2, deren Mitbesitzer Spirou war. Um ihrer fortschreitenden Verbürgerlichung zu entgehen, sattelten die Helden ab den späten 1960er Jahren dann allerdings auf Kleinwagen um, zunächst einen Honda S800 Sport, später einen Renault 5.
Keine andere Figur der Serie hat eine solche Wandlung durchgemacht wie Fantasio. Die Figur, die Franquin 1968 seinen Nachfolgern überließ, hatte, auch in visueller Hinsicht, fast nichts mehr mit der gemein, die er 1946 von Jijé übernommen hatte. Lediglich sein von Beginn an erkennbares Talent, ins Fettnäpfchen zu treten, hat Fantasio bis heute behalten. Ähnlich wie Obelix bei Asterix war Spirous ungleicher Partner von Anfang an entscheidend für den großen Erfolg der Serie. Erstauftritt in Le pilote rouge (im Album L'Espiègle au Grand-Cœur, Ende September 1943).

„[Eine Comicfigur als Reporter] lag damals in der Luft. Zudem war es eine gute Möglichkeit, meine Figuren auf Reisen in verschiedene Länder zu schicken. Unglücklicherweise wusste ich rein gar nichts über den Beruf eines Journalisten. […] Du willst wohl wissen, weshalb Fantasio Pfeife raucht? Ich weiß es selbst nicht genau. Es sieht malerisch aus, und seit Maigret macht das einen guten Eindruck… Bei einem Reporter hebt das wahrscheinlich seinen Ruf… […] [Franquins später Fantasio] ist völlig mit den Nerven fertig, ausgelaugt von seiner Büroarbeit. Er hat jeglichen Humor verloren und wird schnell jähzornig. […] Ich hoffe, dass er eines Tages diese Phantasie zurückerhält, die er bei Gillain [d.i. Jijé] besaß, denn ich habe vieles an dieser Figur zerstört. Man muss aber auch sagen, dass die Phantasie, die Gillain Fantasio zubilligte, in den Augen der Leser wenig plausibel erschien. Ich finde, Fantasio wirkte nahezu bekloppt, war verrückt angezogen und verhielt sich wie ein Clown. Diesen Aspekt wollte ich nicht beibehalten.“

#### Pips
Pips (frz. Spip) ist Spirous Eichhörnchen und ständiger Begleiter. Er kommentiert die Aktionen der beiden Titelhelden, wobei er sich zumeist in der Rolle des Griesgrams gefällt. Trotz seiner Abneigung Abenteuern gegenüber hilft er Spirou und Fantasio immer aus der Patsche, wenn es gilt, Fesseln durchzuknabbern oder Elefanten ein Bein zu stellen.
Seinen Erstauftritt hatte Pips bei Rob-Vel in einer Episode, in der Spirou ihn aus den Fängen des wahnsinnigen Sosthène Silly befreite. Bereits in seiner Debüt-Geschichte wurde Pips als Joker eingesetzt, der überraschend ins Geschehen eingreift. Auf der allerersten von Jijé gestalteten Seite (der vorletzten von Le fils du milliardaire, 1940) erweist er sich dann erstmals als Retter in der Not, indem er sich ins Gesäß eines Gangsters verbeißt, der daraufhin seine Waffe fallen lässt. Auf derselben Seite nimmt der Leser, was noch viel wichtiger ist, auch erstmals an Pips’ Gedanken teil. Mit der völligen Übernahme der Serie durch Jijé kam auf diese Weise ab 1943 verstärkt der kapriziöse Charakter des Eichhorns zum Vorschein. Allerdings gab es immer wieder Phasen (bei Franquin Mitte der 1950er Jahre, bei Tome & Janry in den 1990er Jahren), in denen Pips wenig bis gar nichts von sich gab. Kein Wunder also, dass er gelegentlich übersehen wird, eine Tatsache, die sein Selbstwertgefühl regelmäßig erschüttert. Andere Running Gags mit der Figur sind Pips’ Vorliebe für Nüsse, seine Angewohnheit, Spirou und Fantasio die im Eifer des Gefechts verlorenen Kopfbedeckungen hinterherzutragen, sowie sein oft gefasster, aber nie ausgeführter Plan, die Helden endgültig zu verlassen. Erstauftritt in Spirou contre le robot géant in der Episode La chambre des tortures (Spirou 23/39 vom 8. Juni 1939).

„Das ist eine Figur, für die ich immer viel Sympathie empfand. Pips erlaubte es mir, kleine Überlegungen anzustellen, eine gegensätzliche Meinung zu transportieren. Und für den Fall einer ausweglosen Situation blieb er so etwas wie ein letzter Helfer in der Not. Obwohl ich Pips sehr gerne hatte, trat er mit dem Erscheinen des Marsupilamis etwas in den Hintergrund. Aber ich habe mich seiner Verhaltensweisen bedient, um kritischen Abstand zur Aktion zu halten. Pips ist nämlich sehr häuslich und äußerst skeptisch gegenüber Abenteuern. […] …ich glaube, dass er nie ein Gespräch mit den Helden der Serie führte. Er redet und denkt für sich. […] Ich hatte immer Probleme damit, für Pips eine Rolle zu finden. Er meckert zwar öfters, aber das reicht nicht aus. Das ist gar nicht so leicht, ein Eichhörnchen zu animieren. Manchmal hätte ich ihn sogar fast vergessen.“

#### Graf von Rummelsdorf

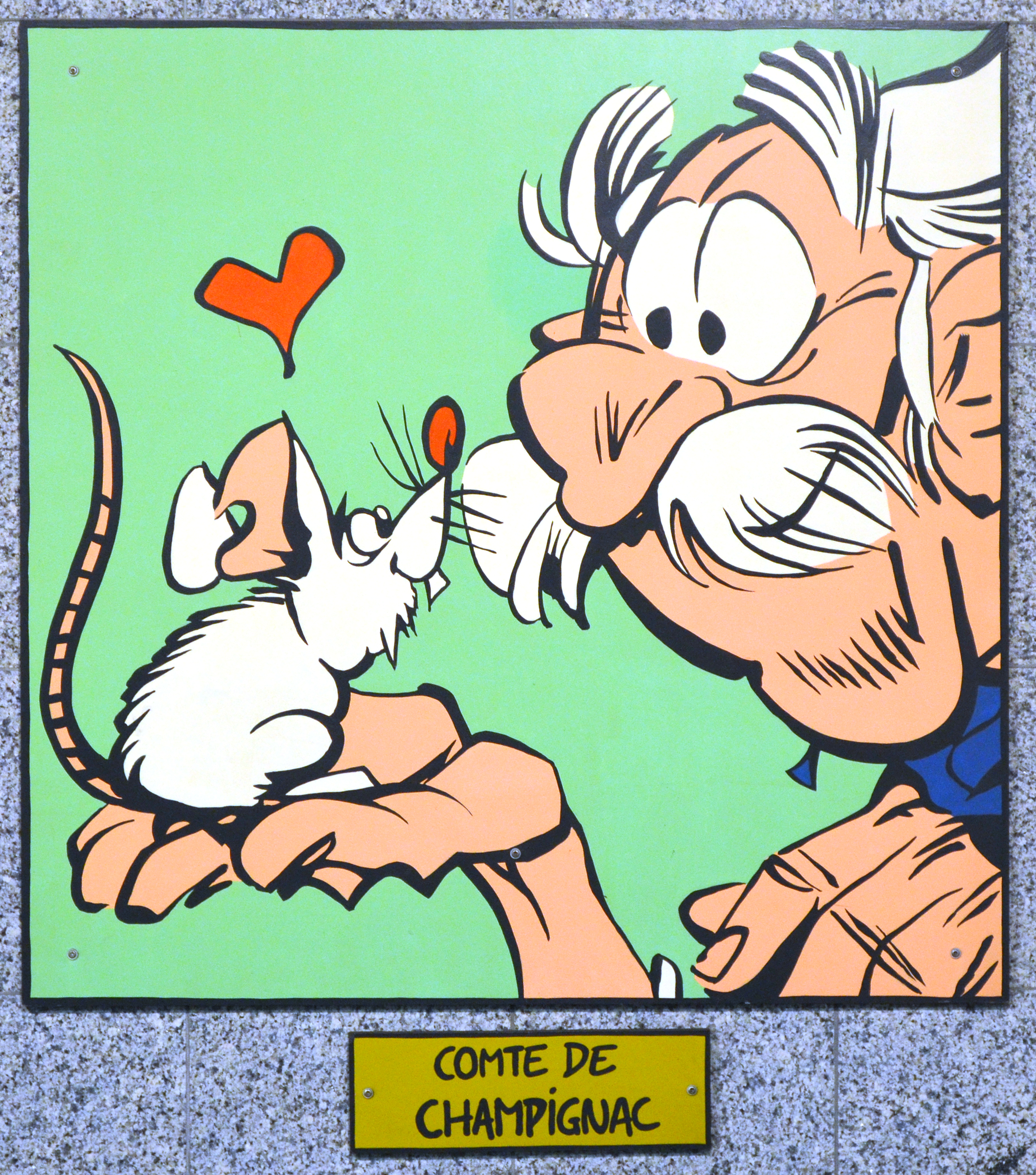
Der Graf von Rummelsdorf (rechts).

Pankratius Hieronymus Ladislaus Adalbert Graf von Rummelsdorf (frz. Pacôme Hégésippe Adélard Ladislas, comte de Champignac) ist ein genialer und etwas verschrobener Wissenschaftler und Erfinder. Eingeführt als Gegenspieler, wurde er der väterliche Freund von Spirou und Fantasio, die ihn immer wieder in seinem Schloss im beschaulichen Rummelsdorf besuchen kommen. Der Graf, dessen Aussehen ein wenig an den älteren Einstein erinnert, ist eine Koryphäe auf dem Gebiet der Mykologie, so dass seine Erfindungen in aller Regel mit Substanzen zu tun haben, die er aus den verschiedensten Pilzen gewinnt. Das Metomol, mit dem man alle Metalle weich werden lassen kann, ist ebenso seine Leistung wie die Superkräfte verleihende Substanz X1 oder ein mit Zucker angetriebenes Auto. Allerdings pflegen seine Erfindungen regelmäßig in die falschen Hände zu geraten, wodurch die Ruhe im Städtchen empfindlich gestört wird.
Dass auch die technischen Fertigkeiten des Grafen bemerkenswert sind, stellte er unter anderem mit der Konstruktion eines Mini-U-Boots unter Beweis. Zudem beschäftigt er sich mit der Astronomie, wobei ihm einmal sogar das Kunststück gelang, Kontakt mit Außerirdischen aufzunehmen. In den 1970er Jahren war er stolzer Besitzer eines Nobel-Oldtimers der Marke Düsenberg, ein Unikat also, wie der Fachmann weiß. Ein häufiger Ausruf des über 70-Jährigen, von dem auch bekannt ist, dass er früher einmal verheiratet war, ist „Sapperlot!“ (im Original: „Sabre de bois!“), neuerdings auch „Sackzement!“ („Sac à papier!“). Erstauftritt 1950 in Spirou (Il y a un sorcier à Champignac / Der Zauberer von Rummelsdorf).

„Wenn man Comics macht oder Bücher schreibt, entstehen Figuren, die sich geradezu aufdrängen. Die werden dann auch instinktiv wieder benutzt, weil man spürt, dass das so sein muss. […] Sein Äußeres entstand über viele Skizzen. Ich glaube, ich habe davon an die fünfzig Stück gemacht, ehe ich ihn so weit hatte. So verfahre ich immer, wenn ich eine neue Figur entwickle … […] Meine Frau erinnert sich, dass wir unter viel Gelächter [seine Vor]Namen mit Hilfe eines Namenskalenders zusammengetragen haben. […] Allerdings existiert das Schloss von Rummelsdorf tatsächlich. Es liegt in Natoye, in der Provinz Namur. Ich ging dort öfters hin und ließ mich anregen […] Mit Liliane [d.i. Franquins Frau] war ich mehrmals da und habe Fotos gemacht.“

#### Marsupilami

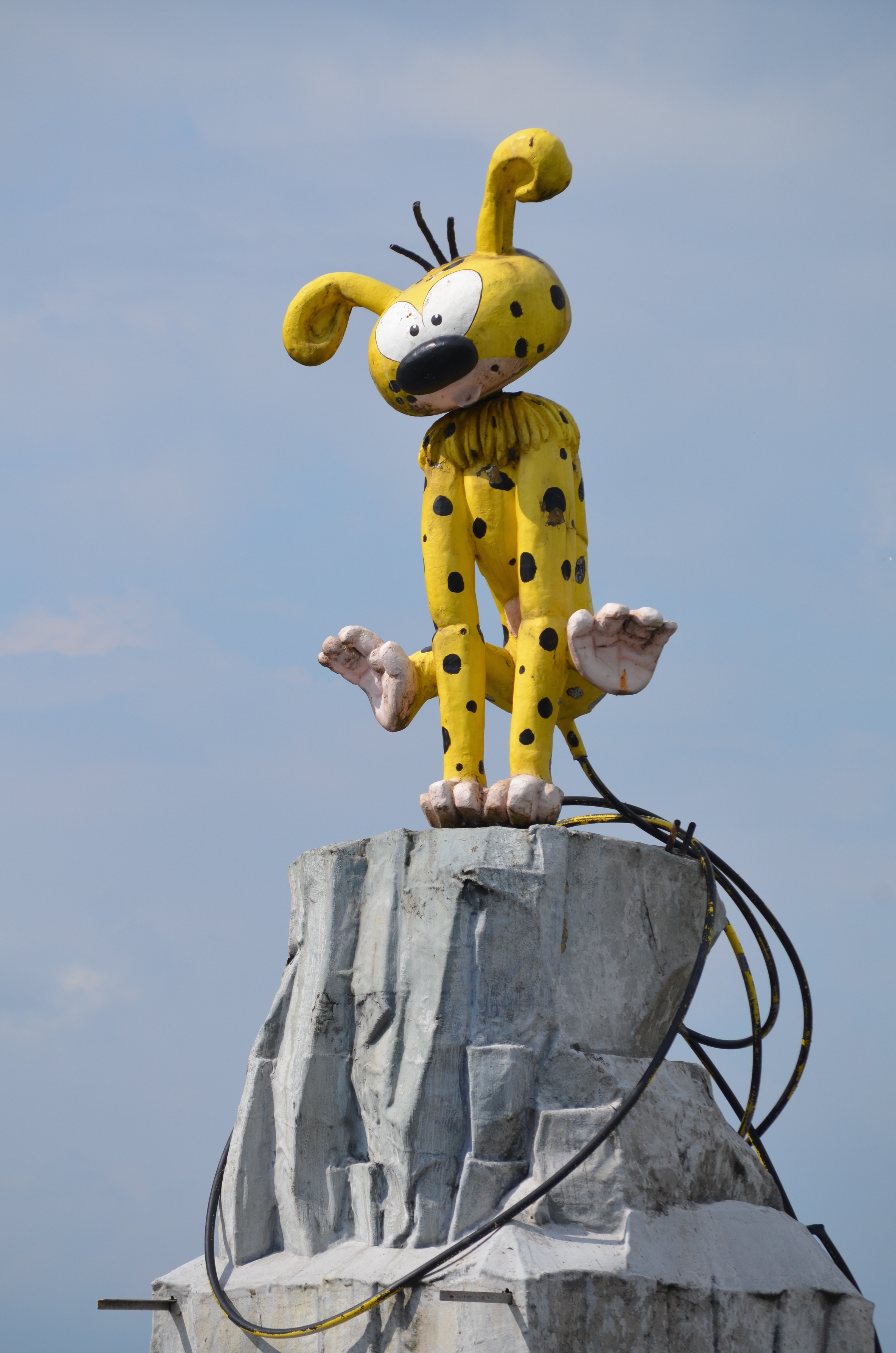
Eine Statue des Marsupilami auf dem Jules Hiernaux-Platz in Charleroi, Belgien.

Das Marsupilami ist ein ungefähr ein Meter großes, gelb-schwarzes Wundertier aus dem Urwald Palumbiens, dessen Unberechenbarkeit für Spirou und Fantasio Segen und Fluch zugleich war. Einerseits brachte es die beiden oft in unangenehme Situationen, andererseits boxte es sie ebenso oft aus der Bredouille. Spirou und Fantasio hatten das Tier zunächst aufgrund einer Erbschaftsangelegenheit dem palumbianischen Urwald entrissen und anschließend dem Zoo geschenkt. Als sie es später reumütig in seine Heimat zurückbringen wollten, kehrte es aus freien Stücken zu ihnen zurück.
Das Marsupilami ist ein eierlegendes, vermutlich säugendes Beuteltier mit amphibischen Eigenschaften, das auch kurze Sätze zu wiederholen in der Lage ist. Zudem verfügt es über einen außergewöhnlichen Orientierungssinn, der es ihm z. B. ermöglichte, seine Freunde im fernen Bretzelburg aufzuspüren. Sein rund acht Meter langer Schwanz dient als Greif-, Fortbewegungs-, Kommunikations- und vor allem Verteidigungsmittel. Es ernährt sich unter anderem von Obst, Flöhen, Ameisen und Piranhas. Der Name „Marsupilami“ ist eine Verbindung der Wörter „Marsupialia“ (zool. Bezeichnung für Beuteltiere), „Pilou-Pilou“ (frz. Name der Comicfigur Jeep von Elzie Segar) und „ami“ (frz.: Freund).
Mit der Abgabe von Spirou und Fantasio an Fournier verschwand das Tier aus der Serie, da Franquin die Rechte für sich beanspruchte. Um seinem Nachfolger den Einstieg zu erleichtern, steuerte Franquin dem Album Die Goldmacher als Gastzeichner seine Figur letztmals bei. Das plötzliche Verschwinden des „Familienmitglieds“ Marsupilami wurde damals nicht erklärt, was viele Leser irritierte. Der Kauf von Marsu Productions (der Verlag, bei dem die Soloabenteuer des Marsupilamis erschienen) durch Dupuis im März 2013 ermöglichte schließlich die Rückkehr des Tiers in seine Ursprungsserie, die nach 46 Jahren im Abenteuer Der Zorn des Marsupilamis erfolgte: Zantafio (siehe unten) hatte einst das Marsupilami für ein Vermögen verkaufen wollen und zu diesem Zwecke die Erinnerung an dessen Existenz per Zyklostrahl aus dem Gedächtnis von Spirou, Fantasio, Pips und dem Grafen gelöscht. Das Tier war ihm jedoch entkommen und hatte fortan wieder im Palumbianischen Dschungel gelebt. Erstauftritt 1952 in Spirou (Spirou et les héritiers / Eine aufregende Erbschaft).

„ ,Ami‘ sollte die sympathische Seite des Marsupilamis widerspiegeln, ,Pilou-Pilou‘ war als Hommage an Segars köstliche Figur gedacht, die ich als Kind kennenlernte. […] Mein Tier wollte ich der Gattung Beuteltier zuordnen, habe dabei aber einen kleinen Fehler gemacht. Seinen Lebensraum gab ich mit Südamerika an, obwohl die Beuteltiere, wie jeder weiß, in Australien leben… […] [Die Figur] ist gut, gleichzeitig ist sie aber auch sehr begrenzt. Da das Marsupilami stumm ist, bleibt sein Tun nur eine Ergänzung zu den Handlungen der Helden. Zudem sind seine Eigenschaften nicht gerade vielfältig. Das Marsupilami kann mit seinem Schwanz zwar kräftige Schläge austeilen, es kann damit auch diverse Kraftakte vollbringen, aber eine tiefsinnige Philosophie darf man von ihm nicht erwarten…“

### Die wichtigsten Nebenfiguren

#### Zantafio
Zantafio ist der missratene Cousin von Fantasio. Er begann als gewöhnlicher Lügner und Betrüger, strebte aber nach Höherem. So sah man ihn wechselweise als Diktator über Palumbien, der unter dem Alias „General Zantas“ aus Geldgier einen Krieg entfesselt, als rechte Hand von Zyklotrop (s. u.), die heimlich ihre eigenen kriminellen Pläne verfolgt, als Oberhaupt der Triangel, einer geheimnisvollen Verbrecherorganisation, sowie als Chef der Russenmafia mit dem Bestreben, neuer Zar zu werden. Zantafio ist völlig skrupellos und geht für seine Ziele notfalls über Leichen, jedoch wurden seine schändlichen Machenschaften bisher immer von Spirou und Fantasio durchkreuzt. Erstauftritt 1951 in Spirou (Spirou et les héritiers / Eine aufregende Erbschaft).

„Vetter Zantafio ist genauso boshaft, wie Fantasio gut ist. Ich kam auf das Wortspiel mit dem Namen und gab ihm das gleiche Aussehen. Nur ist er dunkelhaarig und der andere blond. […] Zantafio wollte ich ähnlich gestalten, aber eben mit einem starken Kontrast. Es blieb mir gar nichts anderes übrig, als ihm diesen üppigen Haarwuchs in einer anderen Farbe zu geben. Aber es gibt einen interessanten Fakt im Zusammenhang mit Zantafio. Er erinnert in seinem Aussehen an den jungen Greg. Obwohl ich Greg zu der Zeit noch nicht kannte.“

#### Steffani
Steffani (frz. Seccotine) ist eine Reporter-Kollegin und -Konkurrentin von Fantasio und war die erste wichtige weibliche Figur in der Serie. In ihrem Metier ist sie dem frustrierten Fantasio im Allgemeinen immer eine Nasenlänge voraus, wobei sie gelegentlich durchaus auch etwas unfair agiert. Kein Wunder, dass Fantasio dazu tendiert, in ihrer Gegenwart sarkastisch oder gar misogyn zu werden. Letztendlich aber respektieren sie einander und ziehen im Notfall am selben Strang. Auf ihrem Motorroller stellt die Journalistin eine Gefahr für den Straßenverkehr dar. Ihr Meisterstück ist der Dokumentarfilm „Familienleben in Palumbien“ über wildlebende Marsupilamis. Laut eigener Aussage ist ihr wirklicher Vorname Sophie. Erstauftritt 1953 in Spirou (La corne du rhinocéros / Aktion Nashorn).

„Ich halte sie eher für intelligent [als unerträglich]. Du hast dich zu sehr mit den Helden identifiziert, deshalb nervt sie dich! […] [In „Das Nest im Urwald“] demonstriert Steffani ihre Fahrkünste auf einem Roller. Natürlich hat man mir das als Chauvinismus ausgelegt! […] …ich glaube, ich habe Ibn-Mah-Zaud in dem Turbot weitaus schlimmer dargestellt. Aber da sagte niemand etwas!“

#### Zyklotrop
Zyklotrop (frz. Zorglub) ist ein größenwahnsinniger Wissenschaftler, der die Weltherrschaft an sich reißen wollte. Mittels des von ihm entwickelten Zyklostrahls konnte der ehemalige Studienkollege des Grafen von Rummelsdorf Menschen zu willenlosen Arbeitssklaven machen. Seine Armeen von Zyklomännern verständigten sich in der Zyklosprache: rückwärts gesprochene Wörter, die im Satzbau ihre Stelle beibehalten. Zyklotrops eigener Name spricht sich in der Originalversion auf diese Weise „Bulgroz“ aus (bulle grosse frz. „große Seifenblase“), ein Gag, der in der deutschen Version verlorengeht. Nachdem Spirou, Fantasio und der Graf von Rummelsdorf ihm das Handwerk gelegt und ihm ins Gewissen geredet hatten, stellte sich heraus, dass Zyklotrop mangels Liebe und Anerkennung unter einem Minderwertigkeitskomplex litt, den er mit seinen Untaten zu kompensieren suchte. Der verrückte Wissenschaftler wurde schließlich vom Feind zum Freund, woran sich ein halbes Jahrhundert lang nichts änderte. Erst in jüngster Zeit fiel Zyklotrop zurück in seine alten Verhaltensmuster und plant aktuell die Kolonisation und Beherrschung des gesamten Weltalls. Erstauftritt 1959 in Spirou (Z comme Zorglub / Der Plan des Zyklotrop).

„Zyklotrop ist in erster Linie ein Dussel. In all seinen Unternehmen macht er immer einen kapitalen Fehler. […] Und jedesmal, wenn ihm etwas danebengeht, wird er noch wütender und sinnt erneut auf Rache. Er ist auf kindliche Art ehrgeizig. […] [Prinzipiell ist er nicht schlecht], aber er bemerkt es auch nicht, wenn er Unannehmlichkeiten provoziert. Er hat eine Tendenz zur Herrschsucht, ist im Geist ein Diktator.“

#### Itoh Kata
Itoh Kata ist ein japanischer Mykologe und Zauberkünstler, ein Freund des Grafen von Rummelsdorf. Unter seiner Melone verbirgt er ganze Scharen weißer Kaninchen und Tauben. Er stand Spirou und Fantasio bei diversen Abenteuern zur Seite, wobei sich seine außergewöhnlichen Fähigkeiten als hilfreich erwiesen – Handschellen und Fesseln sind für ihn ein leicht zu lösendes Problem. Der enigmatische Japaner ist eine Kreation Fourniers und wurde jüngst wieder aufgegriffen. Erstauftritt 1970 in Spirou (Le champignon nippon / Der japanische Champignon; die sechs Seiten umfassende Geschichte bildet die Einleitung zum Abenteuer Du glucose pour Noémie / Zucker im Tank).

#### Ororea
Ororea ersetzte in den von Fournier gezeichneten Abenteuern Steffani, da der Zeichner letztere nicht ausstehen konnte. Sie ist die Tochter eines polynesischen Häuptlings, hat aber in Europa studiert. Sie überzeugt als Journalistin und harte Konkurrentin von Fantasio, der ihren weiblichen Reizen nicht ganz so zu widerstehen vermag, wie denen von Steffani. Erstauftritt 1972 in Spirou (Tora Torapa).

#### Don Vito Cortizone
Don Vito Cortizone ist ein Mafiaboss in New York, ein ehemaliger Pizzabäcker, dessen wahres Imperium sich hinter der Firma „Lucky Pizza“ verbirgt. Seine finsteren Pläne wurden von Spirou und Fantasio mehrfach vereitelt. Dabei war nicht zuletzt der Umstand hilfreich, dass Cortizone, wie sein Beiname „der Pechvogel“ diskret andeutet, von nachgerade unwahrscheinlicher Glücklosigkeit befallen ist. Cortizone ist eine Schöpfung von Tome & Janry und ist Marlon Brando als Don Vito Corleone im Film Der Pate nachempfunden. Erstauftritt 1987 in Spirou (Spirou à New–York / Abenteuer in New York).

### Die Rummelsdorfer
Das mal mehr, mal weniger idyllische Städtchen Rummelsdorf (im Original Champignac bzw. Champignac-en-Cambrousse) ist Schauplatz vieler Spirou-Abenteuer. Seine Bewohner tragen mit ihren zahlreichen, zumeist kürzeren Auftritten zum Facettenreichtum wie zum Wiedererkennungswert der Serie gleichermaßen stark bei. Ähnlich wie bei Spirous Metropole wird auch bei Rummelsdorf nicht klar, ob es sich in Belgien oder Frankreich befindet. Nachbargemeinden tragen Namen wie Langenbach, Schwarzbach oder St. Augustin.
Der Bürgermeister von Rummelsdorf (frz. Gustave Labarbe, le maire de Champignac) ist die Karikatur eines Provinzpolitikers. Er schwingt hochtönende, aber sinnentleerte Reden voller Worthülsen, die sein Gemeinderat meist nur schlafend erträgt. Argwöhnisch beäugt er den Grafen, dessen wissenschaftliche Forschungen und Experimente er als pure Anarchie und Gefahr für die Öffentlichkeit empfindet. Der eitle Schnurrbart- und Melonenträger lässt in seinem Städtchen zahllose ihn selbst darstellende Statuen errichten, die jedoch allesamt durch unglückliche Fügungen des Schicksals zerstört oder der Lächerlichkeit preisgegeben werden. Erstauftritt 1950 in Spirou (Il y a un sorcier à Champignac / Der Zauberer von Rummelsdorf).
Federkiel (frz. Duplumier) ist als Beamter der Gemeinde Rummelsdorf seinem Bürgermeister treu ergeben. Auch er ist eine Karikatur seines Berufsstands, jedoch weit liebevoller gezeichnet als der Bürgermeister. Federkiels Missgeschicke mit diversen fahrbaren Untersätzen sind ein weiterer Running Gag der in Rummelsdorf angesiedelten Episoden. Erstauftritt 1950 in Spirou (Il y a un sorcier à Champignac / Der Zauberer von Rummelsdorf).
Salberich (frz. Dupilon) ist der frühere Apotheker von Rummelsdorf, den man nur und ausschließlich im betrunkenen Zustand antrifft. Seine teilweise wichtigen Informationen, die er im Suff von sich gibt, werden meistens als alkoholisiertes Gewäsch ignoriert. Erstauftritt 1957 in Spirou (Le voyageur du Mésozoïque / Ein eisgekühlter Gast taut auf).
Der kleine Nicki (frz. Le petit Noël) ist eine eigenständige Franquin-Figur, die in Spirou und Fantasio gastierte. Der liebenswerte kleine Junge aus dem Rummelsdorfer Armenviertel ist ein Außenseiter, der von seinen Altersgenossen belächelt wird. 1959 erschien sein Soloabenteuer „Nicki und der Elaoin“ mit Gastauftritten einiger Rummelsdorfer, später stand Nicki dem Marsupilami in dessen Solo-Gags als Partner zur Seite. 1986 tauchte er unter dem Namen Ferdinand noch einmal in dem Album „Ferdinand und Flippo“ von Stibane/Serdu auf. Erstauftritt 1957 in Spirou (Zweiseiter La bûche de Noël / Eine Weihnachtsgeschichte).
Weitere bekannte Rummelsdorfer sind der Bauer Gustav, Wachtmeister Wastl, Fotograf Knipser, Briefträger Isidor, ein Schreibwarenhändler, ein weiterer Apotheker, ein Tankwart, ein unter Schlaflosigkeit leidender Baskenmützenträger (Willi Penner bzw. Herr Hein), ein Jagdaufseher und der Saurier von Rummelsdorf.

### Sonstige
Entresol ist Chefportier des Hotels Moustic und war als solcher der erste Wegbegleiter des jungen Spirou. Der gewichtige, grobe Vorgesetzte aus der Zeichenfeder Rob-Vels debütierte im zweiten Spirou-Gag vom 28. April 1938 und hatte bis Ende des Jahres unter den Streichen des Pagen zu leiden. Siebzig Jahre später erfuhr er sein Comeback in zwei zur damaligen Zeit angesiedelten One-Shots: In Porträt eines Helden als junger Tor und der dazugehörigen Kurzgeschichte Das Gesetz des Stärkeren tritt er – im Gegensatz zum Rob-Vel'schen Original – ausschließlich als brutaler Despot in Erscheinung, in Operation Fledermaus ist er mehrmals als stummer Statist zu sehen.
Professor Samowar (frz. Professeur Samovar) ist ein verrückter Wissenschaftler, der erstmals in Spirou und der Roboter und Spirou hat was gegen Roboter von Franquin auftrat. Zu seinen Schöpfungen gehören der menschliche Roboter Radar, ein vom heimischen Bildschirm aus ferngesteuerter und zur Terrorisierung der Bevölkerung eingesetzter führerloser Jeep sowie eine Maschine, mit der er die Atmosphäre in Brand setzen wollte, nachdem Spirou seine Weltherrschaftspläne durchkreuzt hatte. Samowar landete im Irrenhaus, wo er auch bei einem späteren Cameo in Jijés Wie eine Fliege an der Decke zu sehen ist. Im zeitlich früher angesiedelten One-Shot Operation Fledermaus reduziert er mit seinen dressierten und mit Sprengstoff bestückten Fledermäusen eine Zeitlang erfolgreich die Bomber der Nazis. Die Figur wird gelegentlich als Vorläufer von Zyklotrop angesehen.
Patzer (frz. Poildur) ist ein gewaltbereiter Brüsseler Lausebengel im Teenageralter, der mit einer zahmen Ratte auf der Schulter angibt. In Spirou im Ring lieferte er sich ein Boxduell mit Spirou, der natürlich als Sieger daraus hervorging und anschließend die menschliche Seite hinter der rauen Fassade seines Gegners zum Vorschein brachte. Franquins Figur wirkt mit ihrer Proto-Punk-Attitüde heute erstaunlich modern und scheint Eindruck beim Szenaristen Yann hinterlassen zu haben. In Zu den Ursprüngen des Z fand Patzer Erwähnung und in Operation Fledermaus erfolgte sein zweiter Auftritt: Er wird Folteropfer der deutschen Besatzer und jagt anschließend die dafür verantwortliche Denunziantin in die Luft.
Maurice (frz. P'tit Maurice) ist Mitglied des Spirou-Fanclubs A.D.S. (Amis de Spirou) und erweist seinem Idol in Spirou im Ring und Porträt eines Helden als junger Tor die Ehre. Bei seinem Cameo in Operation Fledermaus hingegen hat er nur eine gutgezielte faule Tomate für den vermeintlichen Kollaborateur Spirou übrig. Der bebrillte Musterknabe stellt Franquins Zeichnerfreund Morris als Kind dar.
Martin und Rennhart (frz. Martin et Roulebille) sind Renn- und Testfahrer der Turbot-Automobilwerke, die Fantasio und Zantafio das Rennfahren beibrachten. Später wurde ihnen von Gangstern übel mitgespielt, die an den Plänen für den Turbot interessiert waren. Spirou und Fantasio griffen ins Geschehen ein und bekamen zum Dank für ihre Mühen von der Firma ein Exemplar des revolutionären Autos geschenkt. Rennhart tauchte später noch einmal solo auf und präsentierte den Helden den Turbot 2 (siehe Eine aufregende Erbschaft, Aktion Nashorn, Ferienfahrt mit Hindernissen, Überraschung, Papa! und Zu den Ursprüngen des Z).
Zabaglione ist ein brutaler und wenig zimperlicher Zirkusdirektor, der das Marsupilami entführen ließ. Er leitet den Zirkus „Zabaglione“, der angeblich das größte Programm und die besten Nummern der Welt bietet. Die erste Vorführung eines Marsupilamis vor zahlendem Publikum geriet jedoch eher zu einer Vorführung des Zirkusdirektors durch das Tier, das anschließend von Spirou und Fantasio befreit werden konnte. Der Zirkus Zabaglione spielt auch in der Geschichte Quick Super eine Rolle, während der Direktor selbst später in der Soloreihe des Marsupilamis wieder auftauchte (Auftritte: Die Entführung des Marsupilamis, Überraschung, Papa!, „Marsupilami“-Bände 3, 15 und 16).
Black und Noir (frz. Black et Schwarz) sind zwei Wissenschaftler, mit deren Hilfe der Graf von Rummelsdorf eine „Metomol-Bombe“ entwickelte, um die Diktatur Zantafios in Palumbien zu beenden. Später half das Duo dem Grafen beim Ausbrüten und Untersuchen eines Dinosauriers (Auftritte: Champignons für den Diktator, Ein eisgekühlter Gast taut auf).
John Helena, genannt „Die Muräne“ ist Kapitän, Taucher, Schmuggler, Ausbrecher und Arktisforscher. Das Wrack des von ihm als Kapitän absichtlich versenkten Schiffes „Diskret“ funktionierte er zusammen mit seinem Adjutanten Marco in ein Unterwasserlager für den Rauschgiftschmuggel um. Nach einem Gefängnisaufenthalt mit anschließendem Ausbruch versuchte er vergeblich, sich das ebenfalls im Wrack verborgene Gold seines Reeders anzueignen. Schließlich warnte er, selbst infiziert, vor einem neuen, künstlich in einer arktischen Forschungsstation erschaffenen Teufelsvirus und arbeitet seit seiner Heilung dortselbst als Fremdenführer (siehe Das Versteck der Muräne, Tiefenrausch, Überraschung, Papa! und Das geheimnisvolle Virus).
Der Biologe (frz. le Biologiste) ist ein Forscherkollege des Grafen. Der Wissenschaftler mit dem markanten Rauschebart unterstützte seinen Freund bei den Untersuchungen an einem Dinosaurier, war helfend zugegen, als der Graf nach der versehentlichen Einnahme ausfiltrierter Substanzen „des Wahnsinns fette Beute“ wurde, und bewahrte mit Hilfe von Spirou und Fantasio einen Affen vor militärischen Tierversuchen (siehe Ein eisgekühlter Gast taut auf, Am anderen Ende Angst, Eine Stimme versagt den Dienst, Ein Dorf sieht schwarz, Die steinernen Riesen und Die Sümpfe der Zeit). Er hat einen hochbegabten Neffen namens Jörn-Justus (frz. Jean-Eudes).
Sprtschk war ein Atomphysiker, der ebenfalls dem Dinosaurier-Forschungsteam aus Ein eisgekühlter Gast taut auf angehörte, während der turbulenten Vorkommnisse jedoch stets in seine physikalischen Formeln vertieft war. Just in dem Moment, als er hinter einem Busch gerade die Formel für eine Superwasserstoffbombe gefunden hatte, wurde er vom Saurier aus Versehen verspeist. Im One-Shot Panik im Atlantik, dessen Handlung vorher angesiedelt ist, testet der Graf ein von Sprtschk entwickeltes revolutionäres Sicherheitssystem für Schiffe.
Gaston (frz. Gaston Lagaffe) ist ein wenig anpassungsfähiger Bürobote im Carlsen-Verlag. In der Serie Gaston war Fantasio lange Zeit sein leidender Vorgesetzter. Umgekehrt hat der sympathische Chaot einige Gastauftritte in Spirou und Fantasio, vor allem in der Geschichte Die Bravo Brothers, die über weite Strecken an die Gags seiner eigenen Serie erinnert. Erstauftritt in Ein eisgekühlter Gast taut auf. Seit 2014 ist Gaston wieder in der Serie zu sehen, da der Verlag Dupuis die Rechte an der Figur erhielt.
Ibn-Mah-Zaud (frz. Ibn-Mah-Zoud) ist ein farbenblinder Scheich, der in Ferienfahrt mit Hindernissen Spirou und Fantasios blauen Turbot mit seinem eigenen roten verwechselte und im Geschwindigkeitsrausch zu Schrott fuhr. Als Wiedergutmachung spendierte er den Helden den Turbo II. Die Figur war markant genug, um von mehreren Franquin-Nachfolgern mit Cameos gewürdigt zu werden (Auftritte: Ferienfahrt mit Hindernissen, Überraschung, Papa!, Zu den Ursprüngen des Z, Panik im Atlantik).
Herr von Ups (frz. Monsieur d’Oups) ist ein Gentleman von der Riviera und der Begründer der Unterwasserstadt Korallion. Da er Lärm, vor allem laute Musik, verabscheut, wollte er sein Refugium vor dem Rest der Welt geheim halten. Durch das Auftauchen John Helenas und Spirous sah er den Frieden Korallions gefährdet und ließ durch seine Leute sämtliche U-Boote des Grafen zerstören und Helena dingfest machen. Diese Figur aus dem Abenteuer Tiefenrausch wurde von Jean Roba gezeichnet.
Noe, später auch Noah oder Adam (frz. Noe), ist ein genialer, aber arbeitsloser Tierdompteur, der die Gesellschaft von Tieren der von Menschen vorzieht. Sein Meisterwerk stellt das von ihm dressierte Schimpansen-Trio „Die Bravo Brothers“ dar, das der wenig begeisterte Fantasio von Gaston zum Geburtstag geschenkt bekam. Zwanzig Jahre später tauchte der menschenscheue Sonderling Noe als wichtigste Nebenfigur der Marsupilami-Serie wieder auf. Dort lebte er im Clownskostüm als Einsiedler auf einem Hausboot im palumbianischen Dschungel (Auftritte: Die Bravo Brothers, Überraschung, Papa!, etliche Bände der Marsu-Reihe ab Nr. 3).
Aurelius von Rummelsdorf (frz. Aurélien de Champignac) ist der Großneffe von Pankratius von Rummelsdorf und unterscheidet sich optisch von diesem nur durch den anders geformten Schnurrbart. Seit ihm als Kind eine Wanduhr auf den Kopf gefallen war, erforschte er die Zeit und ging im Jahr 2061 als Pionier der Zeitreisen unter Beteiligung von Spirou und Fantasio in die noch zu schreibende Geschichte ein. Aurelius ist eine Eigenkreation von Tome und Janry und tritt in den Bänden Die Ruck-Zuck-Zeitmaschine und Die Rückkehr des Z auf. In seiner Begleitung befindet sich Timotheus, das Schnüffelschwein (frz. Timothée, le Snouffelaire), ein von den Autoren nicht ganz ernst gemeinter kurzzeitiger Marsupilami-Ersatz.
Miss Flanner ist eine alte Freundin des Grafen von Rummelsdorf, die ganz Paris unter Wasser setzte. Die Beweggründe der von Morvan & Munuera eingeführten todkranken Megalomanin blieben eher im Dunkeln und wurden auch beim Zweitauftritt in Zu den Ursprüngen des Z nicht näher beleuchtet. Erstauftritt in Flut über Paris.

## Veröffentlichungsgeschichte im deutschsprachigen Raum

### Antiquarisch erhältlich
Die erste deutsche Übersetzung von Spirou et Fantasio erschien von Dezember 1958 bis Januar 1961 als titelgebende Story in der Heftchenserie Der heitere Fridolin des Hamburger Semrau Verlags. Dort betrat man mit der ausschließlichen Konzentration auf frankobelgische Serien Neuland, wofür allerdings die Zeit noch nicht reif war: „Fridolin und Ferdinand“ (wie die Figuren damals hießen) war zunächst nur eine kurze Karriere von knapp über zwei Jahren beschieden.
Die erste gelungene Markteinführung erfolgte ab 1964 im Kauka-Verlag, in dessen diversen Publikationen (Lupo modern, Fix und Foxi, FF Super, FF Extra, FF Spass, FF Sonderheft) die Serie unter dem Titel „Pit und Pikkolo“ bis 1977 Dauergast war. Fantasio war Pit, Spirou Pikkolo, und das Marsupilami hörte auf den Namen Kokomiko.
In den Ausgaben 24 bis 27 des Comic-Sekundärmagazins Comixene kam 1979 unter dem Titel „Rotarin und Fantasio“ die Spirou-Episode „Ferienfahrt mit Hindernissen“ zum Abdruck. Danach wurden weitere bis dahin in Deutschland unveröffentlichte Franquin-Geschichten abgedruckt.
Seit 1981 gibt der Carlsen Verlag die Serie unter dem Titel Spirou und Fantasio in immer neuen Aufmachungen als Comic-Alben heraus (roter Buchrücken, Verlagsnummern ab 01201).
1982 bis 1984 veröffentlichte der Verlag unter dem Imprint „Semic“ parallel dazu eine Spirou betitelte Kiosk-Albenausgabe, deren Cover-Hintergründe einheitlich in Blau gehalten waren (12 Alben).
1985 bis 1987 erschienen im Reiner-Feest-Verlag unter dem Titel Die Abenteuer von Spirou querformatige Paperbacks in Schwarzweiß mit der unvollendeten Retro-Episode von Yves Chaland von 1982 sowie Franquin- und Jijé-Episoden aus den 1940er und frühen 1950er Jahren (16 Bände).
1987 bis 1988 veröffentlichte der Carlsen Verlag dasselbe Material in vier Bänden der Reihe Carlsen Classics (hellblauer Buchrücken, Verlagsnummern 02625 bis 02628).
1990 bis 1991 erschienen drei der Franquin-Alben auch in ummontierter Form als Taschenbücher der Reihe Carlsen Pocket.
1997 erschienen drei der „Tome & Janry“-Alben auch als Bände 1 bis 3 der Kioskreihe Carlsen Super Comics.
Eher als Kuriosum existierte 1988 bis 1995 zudem die Nebenreihe Spirou und Fantasio Sonderband (roter Buchrücken), die aus einem Marsupilami-Album mit Franquin-Material sowie den ersten fünf Alben der Serie Der kleine Spirou bestand, die ab 1996 eine eigenständige Reihe erhielt.

### Aktuell lieferbar
Die aktuelle, 2003 gestartete Alben-Neuausgabe des Carlsen-Verlags erscheint in neuer Rechtschreibung, mit redaktionellen Beiträgen, teilweise neuen Titelbildern und auf anderem Papier; zum Teil wurden die Geschichten in den Alben auch neu zusammengestellt (blauer Buchrücken, Verlagsnummern ab 77200).
2005 fügte der Verlag noch die Nebenreihe Spirou und Fantasio Spezial hinzu, in der Kurzgeschichtensammlungen und die aktuellen „One Shots“ (einmalige albenlange Beiträge verschiedener Zeichner und Autoren außerhalb der regulären Reihe) zum Abdruck kommen. Die Spezialbände haben zudem mittlerweile die „Carlsen-Classics“-Bände ersetzt, zum Teil in erweiterter Form, und brachten in den Jahren 2011 bis 2014 auch den Ur-Spirou von Rob-Vel.

### Gesamtausgabe
Seit 2006 erscheint in Frankreich Spirou et Fantasio - L'intégrale bei Dupuis in chronologischer Reihenfolge, Kurzgeschichten inklusive. Eine mit dieser Edition identische Gesamtausgabe veröffentlicht der Carlsen Verlag seit 2014. Die Geschichten von André Franquin werden dabei in den ersten acht Bänden wiedergegeben. Der 9. Band markiert die Übergabe der Serie an Jean-Claude Fournier, von dem die folgenden drei Bände stammen. Band 12 widmet sich Nic & Cauvin und die nächsten vier Tome & Janry. In Band 17 folgen Jean David Morvan & Jose Luis Munuera.
- Band 1: 1946–1950 (Spirou bei den Pygmäen, Spirou im Wilden Westen, Onkel Ottos Testament, Spirou und der Roboter), 2014, ISBN 978-3-551-71621-7
- Band 2: 1950–1952 (Der Zauberer von Rummelsdorf, Eine aufregende Erbschaft, Die Entführung des Marsupilami), 2015, ISBN 978-3-551-71622-4
- Band 3: 1952–1954 (Aktion Nashorn, Champignons für den Diktator, Der doppelte Fantasio), 2015, ISBN 978-3-551-71623-1
- Band 4: 1954–1956 (Das Versteck der Muräne, Tiefschlaf für die ganze Stadt, Goldminen und Gorillas), 2015, ISBN 978-3-551-71624-8
- Band 5: 1956–1958 (Das Nest im Urwald, Ein eisgekühlter Gast taut auf), 2016, ISBN 978-3-551-71625-5
- Band 6: 1958–1959 (Gefangen im Tal der Buddhas, Im Reich der roten Elefanten, Tiefenrausch), 2016, ISBN 978-3-551-71626-2
- Band 7: 1959–1960 (Am anderen Ende Angst, Der Plan des Zyklotrop, Im Banne des Z), 2017, ISBN 978-3-551-71627-9
- Band 8: 1961–1967 (QRN ruft Bretzelburg, Robinson auf Schienen, Schnuller und Zyklostrahlen), 2018, ISBN 978-3-551-71628-6
- Band 9: 1969–1972 (Die Goldmacher, Zucker im Tank, Zauberei in der Abtei), 2018, ISBN 978-3-551-71629-3
- Band 10: 1972–1975 (Tora Torapa, Fauler Zauber in Afrika, Apfelwein für Xorien), 2019, ISBN 978-3-551-71630-9
- Band 11: 1976–1979 (Alles wie verhext, Kodo der Tyrann, Nichts als Bohnen), 2019, ISBN 978-3-551-71631-6
- Band 12: 1980–1983 (Die Eiszeit-Maschine, Die Büchse der Pandora, Der Lärmschlucker), 2020, ISBN 978-3-551-71632-3
- Band 13: 1981–1983 (Das geheimnisvolle Virus, Abenteuer in Australien, Marilyn ist nicht zu stoppen, Jugendsünden), 2020, ISBN 978-3-551-71633-0
- Band 14: 1984–1987 (Die Ruck-Zuck-Zeitmaschine, Die Rückkehr des Z, Abenteuer in New York), 2021, ISBN 978-3-551-71634-7
- Band 15: 1988–1991 (Die Angst im Nacken, Das Tal der Verbannten, Abenteuer in Moskau, Vito der Pechvogel), 2022, ISBN 978-3-551-71635-4
- Band 16: 1992–1998 (Ein Dorf sieht schwarz, Mafia, Mädchen und Moneten, Jagd auf Spirou), 2023, ISBN 978-3-551-71636-1
- Band 17: 2004–2008 (Flut über Paris; Der Mann, der nicht sterben wollte; Spirou in Tokio; Zu den Ursprüngen des Z), 2023, ISBN 978-3-551-71637-8

Zusätzlich erschienen zwei Intégrale-Bände mit den Spirou-Episoden der Vorgänger André Franquins in einer separaten Reihe als Spirou Classic:
- Band 1: 1938–1943 Spirou von Rob-Vel; 2021, ISBN 978-3-551-02411-4
- Band 2: 1940–1951 Spirou von Jijé; 2022, ISBN 978-3-551-02412-1

## Liste der Comic-Alben
Die erste angegebene Jahreszahl bezieht sich auf die französischsprachige Originalversion aus Belgien. Die deutsche Jahreszahl bezieht sich auf die erste Veröffentlichung der jeweiligen Reihe bei Carlsen.
Legende: Ein S vor der Bandnummer bedeutet „Spirou und Fantasio Spezial“ (dt.), ein H „Spirou et Fantasio Hors Série“ (frz., „außerhalb der Reihe“), ein P „Spirou par...“ (frz., „Spirou von...“), ein C „Spirou et Fantasio Classique“ (frz., „Spirou und Fantasio Klassisch“), ein R "Robbedoes" (ndrl., „Spirou“), ein G „SuperGroom“ (frz., „Superpage“).
| Französische Ausgabe                    | Französische Ausgabe                                            | Französische Ausgabe                                         | Französische Ausgabe                                       | Französische Ausgabe | Deutsche Ausgabe | Deutsche Ausgabe                    | Deutsche Ausgabe |
| Band                                    | Titel                                                           | Text                                                         | Zeichnung                                                  | Jahr                 | Band             | Titel                               | Jahr             |
| --------------------------------------- | --------------------------------------------------------------- | ------------------------------------------------------------ | ---------------------------------------------------------- | -------------------- | ---------------- | ----------------------------------- | ---------------- |
| Spirou und Fantasio                     |                                                                 |                                                              |                                                            |                      |                  |                                     |                  |
| 1                                       | Quatre aventures de Spirou … et Fantasio                        | André Franquin                                               | André Franquin                                             | 1950                 | S3               | Spirou bei den Pygmäen              | 2006             |
| 2                                       | Il y a un sorcier à Champignac                                  | André Franquin                                               | André Franquin                                             | 1951                 | 1                | Der Zauberer von Rummelsdorf        |                  |
| 3                                       | Les Chapeaux noirs                                              | André Franquin / Jijé                                        | André Franquin / Jijé                                      | 1952                 | S5               | Spirou im Wilden Westen             | 2007             |
| 4                                       | Spirou et les Héritiers                                         | André Franquin                                               | André Franquin                                             | 1952                 | 2                | Eine aufregende Erbschaft           |                  |
| 5                                       | Les Voleurs du marsupilami                                      | André Franquin                                               | André Franquin                                             | 1952                 | 3                | Die Entführung des Marsupilami      |                  |
| 6                                       | La Corne de rhinocéros                                          | André Franquin                                               | André Franquin                                             | 1953                 | 4                | Aktion Nashorn                      |                  |
| 7                                       | Le Dictateur et le Champignon                                   | André Franquin                                               | André Franquin                                             | 1953                 | 5                | Champignons für den Diktator        |                  |
| 8                                       | La Mauvaise Tête                                                | André Franquin                                               | André Franquin                                             | 1954                 | 6                | Der doppelte Fantasio               |                  |
| 9                                       | Le Repaire de la murène                                         | André Franquin                                               | André Franquin                                             | 1955                 | 7                | Das Versteck der Muräne             |                  |
| 10                                      | Les Pirates du silence                                          | André Franquin                                               | André Franquin                                             | 1956                 | 8                | Tiefschlaf für die ganze Stadt      |                  |
| 11                                      | Le gorille a bonne mine                                         | André Franquin                                               | André Franquin                                             | 1956                 | 9                | Goldminen und Gorillas              |                  |
| 12                                      | Le Nid des marsupilamis                                         | André Franquin                                               | André Franquin                                             | 1957                 | 10               | Das Nest im Urwald                  |                  |
| 13                                      | Le Voyageur du Mésozoïque                                       | André Franquin                                               | André Franquin                                             | 1957                 | 11               | Ein eisgekühlter Gast taut auf      |                  |
| 14                                      | Le Prisonnier du Bouddha                                        | André Franquin                                               | André Franquin                                             | 1959                 | 12               | Gefangen im Tal der Buddhas         |                  |
| 15                                      | Z comme Zorglub                                                 | André Franquin                                               | André Franquin                                             | 1960                 | 13               | Der Plan des Zyklotrop              |                  |
| 16                                      | L’Ombre du Z                                                    | André Franquin                                               | André Franquin                                             | 1960                 | 14               | Im Banne des Z                      |                  |
| 17                                      | Spirou et les Hommes-bulles                                     | André Franquin                                               | André Franquin                                             | 1961                 | 15               | Tiefenrausch                        |                  |
| 18                                      | QRN sur Bretzelburg                                             | André Franquin                                               | André Franquin                                             | 1966                 | 16               | QRN ruft Bretzelburg                |                  |
| 19                                      | Panade à Champignac                                             | André Franquin                                               | André Franquin                                             | 1968                 | 17               | Schnuller und Zyklostrahlen         |                  |
| 20                                      | Le Faiseur d’or                                                 | Jean-Claude Fournier                                         | Jean-Claude Fournier                                       | 1970                 | 18               | Die Goldmacher                      |                  |
| 21                                      | Du glucose pour Noémie                                          | Jean-Claude Fournier                                         | Jean-Claude Fournier                                       | 1971                 | 19               | Zucker im Tank                      |                  |
| 22                                      | L’Abbaye truquée                                                | Jean-Claude Fournier                                         | Jean-Claude Fournier                                       | 1972                 | 20               | Zauberei in der Abtei               |                  |
| 23                                      | Tora Torapa                                                     | Jean-Claude Fournier                                         | Jean-Claude Fournier                                       | 1973                 | 21               | Tora Torapa                         |                  |
| 24                                      | Tembo Tabou                                                     | André Franquin                                               | André Franquin                                             | 1974                 | 22               | Im Reich der roten Elefanten        |                  |
| 25                                      | Le Gri-Gri du Niokolo-Koba                                      | Jean-Claude Fournier                                         | Jean-Claude Fournier                                       | 1974                 | 23               | Fauler Zauber in Afrika             |                  |
| 26                                      | Du cidre pour les étoiles                                       | Jean-Claude Fournier                                         | Jean-Claude Fournier                                       | 1975                 | 24               | Apfelwein für Xorien                |                  |
| 27                                      | L’Ankou                                                         | Jean-Claude Fournier                                         | Jean-Claude Fournier                                       | 1977                 | 25               | Alles wie verhext                   |                  |
| 28                                      | Kodo le tyran                                                   | Jean-Claude Fournier                                         | Jean-Claude Fournier                                       | 1979                 | 26               | Kodo der Tyrann                     |                  |
| 29                                      | Des haricots partout                                            | Jean-Claude Fournier                                         | Jean-Claude Fournier                                       | 1980                 | 27               | Nichts als Bohnen                   |                  |
| 30                                      | La ceinture du grand froid                                      | Raoul Cauvin                                                 | Nic                                                        | 1983                 | 28               | Die Eiszeit-Maschine                | 1990             |
| 31                                      | La boîte noire                                                  | Raoul Cauvin                                                 | Nic                                                        | 1983                 | 29               | Die Büchse der Pandora              | 1990             |
| 32                                      | Les faiseurs de silence                                         | Raoul Cauvin                                                 | Nic                                                        | 1984                 | 30               | Der Lärmschlucker                   | 1990             |
| 33                                      | Virus                                                           | Tome                                                         | Janry                                                      | 1984                 | 31               | Das geheimnisvolle Virus            | 1991             |
| 34                                      | Aventure en Australie                                           | Tome                                                         | Janry                                                      | 1985                 | 32               | Abenteuer in Australien             | 1991             |
| 35                                      | Qui arrêtera Cyanure?                                           | Tome                                                         | Janry                                                      | 1985                 | 33               | Marilyn ist nicht zu stoppen        | 1991             |
| 36                                      | L’Horloger de la comète                                         | Tome                                                         | Janry                                                      | 1987                 | 34               | Die Ruck-Zuck-Zeitmaschine          | 1992             |
| 37                                      | Le réveil du Z                                                  | Tome                                                         | Janry                                                      | 1986                 | 35               | Die Rückkehr des Z                  | 1992             |
| 38                                      | La jeunesse de Spirou                                           | Tome                                                         | Janry                                                      | 1987                 | 36               | Jugendsünden                        | 1993             |
| 39                                      | Spirou à New York                                               | Tome                                                         | Janry                                                      | 1987                 | 37               | Abenteuer in New York               | 1993             |
| 40                                      | La Frousse aux trousses                                         | Tome                                                         | Janry                                                      | 1988                 | 38               | Die Angst im Nacken                 |                  |
| 41                                      | La Vallée des bannis                                            | Tome                                                         | Janry                                                      | 1989                 | 39               | Das Tal der Verbannten              |                  |
| 42                                      | Spirou à Moscou                                                 | Tome                                                         | Janry                                                      | 1990                 | 40               | Abenteuer in Moskau                 |                  |
| 43                                      | Vito la Déveine                                                 | Tome                                                         | Janry                                                      | 1991                 | 41               | Vito, der Pechvogel                 |                  |
| 44                                      | Le Rayon noir                                                   | Tome                                                         | Janry                                                      | 1993                 | 42               | Ein Dorf sieht schwarz              | 1995             |
| 45                                      | Luna fatale                                                     | Tome                                                         | Janry                                                      | 1995                 | 43               | Mafia, Mädchen und Moneten          | 1996             |
| 46                                      | Machine qui rêve                                                | Tome                                                         | Janry                                                      | 1998                 | 44               | Jagd auf Spirou                     | 1999             |
| 47                                      | Paris-sous-Seine                                                | Jean-David Morvan                                            | Jose Luis Munuera                                          | 2005                 | 45               | Flut über Paris                     | 2005             |
| 48                                      | L'Homme qui ne voulait pas mourir                               | Jean-David Morvan                                            | Jose Luis Munuera                                          | 2006                 | 46               | Der Mann, der nicht sterben wollte  | 2006             |
| 49                                      | Spirou à Tokyo                                                  | Jean-David Morvan                                            | Jose Luis Munuera                                          | 2006                 | 47               | Spirou in Tokio                     | 2006             |
| 50                                      | Aux sources du Z                                                | Jean-David Morvan & Yann                                     | Jose Luis Munuera                                          | 2008                 | 48               | Zu den Ursprüngen des Z             | 2009             |
| 51                                      | Alerte aux Zorkons                                              | Fabien Vehlmann                                              | Yoann                                                      | 2010                 | 49               | Angriff der Zyklozonks              | 2010             |
| 52                                      | La Face cachée du Z                                             | Fabien Vehlmann                                              | Yoann                                                      | 2011                 | 50               | Die dunkle Seite des Z              | 2012             |
| 53                                      | Dans les griffes de la Vipère                                   | Fabien Vehlmann                                              | Yoann                                                      | 2013                 | 51               | In den Fängen der Viper             | 2013             |
| 54                                      | Le Groom de Sniper Alley                                        | Fabien Vehlmann                                              | Yoann                                                      | 2014                 | 52               | Der Page der Sniper Alley           | 2015             |
| 55                                      | La Colère du Marsupilami                                        | Fabien Vehlmann                                              | Yoann                                                      | 2016                 | 53               | Der Zorn des Marsupilamis           | 2016             |
| 56                                      | La Mort de Spirou                                               | Sophie Guerrive & Benjamin Abitan                            | Olivier Schwartz                                           | 2022                 | 54               | Der Tod von Spirou                  | 2023             |
| 57                                      | La Mémoire du futur                                             | Sophie Guerrive & Benjamin Abitan                            | Olivier Schwartz                                           | 2024                 | 55               | Das Gedächtnis der Zukunft          | 2025             |
| Spirou und Fantasio Außerhalb der Reihe |                                                                 |                                                              |                                                            |                      |                  |                                     |                  |
| H1                                      | L’Héritage                                                      | André Franquin / Jijé                                        | André Franquin / Jijé                                      | 1976                 | S7               | Onkel Ottos Testament               | 2008             |
| H2                                      | Radar le robot                                                  | André Franquin / Jijé                                        | André Franquin / Jijé                                      | 1976                 | S10              | Spirou und der Roboter              | 2010             |
| H3                                      | La Voix sans maître                                             |                                                              |                                                            | 2003                 |                  |                                     |                  |
| H4                                      | Fantasio et le fantôme                                          | Rob-Vel / Jijé / Franquin / Fournier / De Kuyssche / Chaland | Rob-Vel / Jijé / Franquin / Fournier / Nic Broca / Chaland | 2003                 | S1               | Fantasio und das Phantom            | 2003             |
| H5                                      | Les folles aventures de Spirou                                  | Fabien Vehlmann                                              | Yoann                                                      | 2017                 | S24              | Die tollsten Abenteuer von Spirou   | 2017             |
| Spirou von...                           |                                                                 |                                                              |                                                            |                      |                  |                                     |                  |
| P1                                      | Les géants pétrifiés                                            | Fabien Vehlmann                                              | Yoann                                                      | 2006                 | S2               | Die steinernen Riesen               | 2006             |
| P2                                      | Les marais du temps                                             | Frank LeGall                                                 | Frank LeGall                                               | 2007                 | S4               | Die Sümpfe der Zeit                 | 2008             |
| P3                                      | Le tombeau des Champignac                                       | Yann                                                         | Fabrice Tarrin                                             | 2007                 | S6               | Die Gruft derer von Rummelsdorf     | 2008             |
| P4                                      | Le journal d'un ingénu                                          | Émile Bravo                                                  | Émile Bravo                                                | 2008                 | S8               | Porträt eines Helden als junger Tor | 2009             |
| P5                                      | Le groom vert-de-gris                                           | Yann                                                         | Olivier Schwartz                                           | 2009                 | S9               | Operation Fledermaus                | 2010             |
| P6                                      | Panique en Atlantique                                           | Lewis Trondheim                                              | Fabrice Parme                                              | 2010                 | S11              | Panik im Atlantik                   | 2010             |
| P7                                      | La femme léopard                                                | Yann                                                         | Olivier Schwartz                                           | 2014                 | S19              | Die Leopardenfrau                   | 2014             |
| P8                                      | La Grosse Tête                                                  | Makyo & Toldac                                               | Téhem                                                      | 2015                 | S20              | Ein großer Kopf                     | 2015             |
| P9                                      | Fantasio se marie                                               | Benoit Feroumont                                             | Benoit Feroumont                                           | 2016                 | S21              | Fantasio heiratet                   | 2016             |
| P10                                     | La lumière de Bornéo                                            | Zidrou                                                       | Frank Pé                                                   | 2016                 | S23              | Das Licht von Borneo                | 2017             |
| P11                                     | Le maître des hosties noires                                    | Yann                                                         | Olivier Schwartz                                           | 2017                 | S22              | Der Meister der schwarzen Hostien   | 2017             |
| P12                                     | Il s'appelait Ptirou                                            | Yves Sente                                                   | Laurent Verron                                             | 2017                 | S25              | Sein Name war Ptirou                | 2018             |
| P13                                     | Foundation Z                                                    | Denis-Pierre Filippi                                         | Fabrice Lebeault                                           | 2019                 | S27              | Stiftung Z                          | 2019             |
| P14                                     | Spirou ou l'espoir malgré tout: Un mauvais départ               | Émile Bravo                                                  | Émile Bravo                                                | 2018                 | S26              | Spirou oder: die Hoffnung - Teil 1  | 2018             |
| P15                                     | Spirou ou l'espoir malgré tout: Un peu plus loin vers l'horreur | Émile Bravo                                                  | Émile Bravo                                                | 2019                 | S28              | Spirou oder: die Hoffnung - Teil 2  | 2019             |
| P16                                     | Spirou à Berlin                                                 | Flix                                                         | Flix                                                       | 2019                 | S31              | Spirou in Berlin                    | 2018             |
| P17                                     | Spirou chez les Soviets                                         | Fred Neidhardt                                               | Fabrice Tarrin                                             | 2020                 | S30              | Spirou bei den Sowjets              | 2020             |
| P18                                     | Pacific Palace                                                  | Christian Durieux                                            | Christian Durieux                                          | 2021                 | S32              | Pacific Palace                      | 2021             |
| P19                                     | Spirou ou l'espoir malgré tout: Un départ vers la fin           | Émile Bravo                                                  | Émile Bravo                                                | 2021                 | S34              | Spirou oder: die Hoffnung - Teil 3  | 2021             |
| P20                                     | Spirou ou l'espoir malgré tout: Une fin et un nouveau départ    | Émile Bravo                                                  | Émile Bravo                                                | 2022                 | S36              | Spirou oder: die Hoffnung - Teil 4  | 2022             |
| P21                                     | Spirou chez les fous                                            | Jul                                                          | Libon                                                      | 2022                 | S41              | Spirou und das Comic-Syndrom        | 2023             |
| P22                                     | Spirou et la Gorgone bleue                                      | Yann                                                         | Dany                                                       | 2023                 | S42              | Spirou und die blaue Gorgone        | 2024             |
| Spirou und Fantasio Klassisch           |                                                                 |                                                              |                                                            |                      |                  |                                     |                  |
| C1                                      | La Baie des cochons                                             | Clément Lemoine & Baril                                      | Elric                                                      | 2024                 | S43              | Die Schweinebucht                   | 2024             |
| Robbedoes                               |                                                                 |                                                              |                                                            |                      |                  |                                     |                  |
| R1                                      | Robbedoes: Happy Family                                         | Marc Legendre                                                | Charel Cambré                                              | 2017                 | S35              | Happy Family                        | 2022             |
| R2                                      | Robbedoes: Tulpen uit Istanboel                                 | Hanco Kolk                                                   | Hanco Kolk                                                 | 2017                 | S40              | Tulpen aus Istanbul                 | 2023             |
| R3                                      | Robbedoes: Het plan van Wiebeling                               | Marc Legendre                                                | Charel Cambré                                              | 2017                 | S37              | Zantafios Plan                      | 2022             |
| R4                                      | Robbedoes: De Wolfman                                           | Marc Legendre                                                | Charel Cambré                                              | 2018                 | S39              | Der Wolfsmensch                     | 2022             |
| Superpage                               |                                                                 |                                                              |                                                            |                      |                  |                                     |                  |
| G1                                      | Justicier malgré lui                                            | Fabien Vehlmann                                              | Yoann                                                      | 2020                 | S29              | Superpage: Rächer wider Willen      | 2020             |
| G2                                      | La Guerre Olympique                                             | Fabien Vehlmann                                              | Yoann                                                      | 2021                 | S33              | Superpage: Der Olympische Krieg     | 2021             |
| Sonstige Bände                          |                                                                 |                                                              |                                                            |                      |                  |                                     |                  |
| –                                       | Les Robinsons du rail                                           | André Franquin & Jidédem & Delporte                          | André Franquin                                             | 1981                 | S12              | Robinson auf Schienen               | 2011             |
| –                                       | Le Triomphe de Zorglub                                          | Olivier Bocquet                                              | Brice Cossu & Alexis Sentenac                              | 2018                 | S38              | Der Triumph des Zyklotrop           | 2022             |
| –                                       | La peur au bout du fil                                          | André Franquin / Fournier / Tome                             | André Franquin / Fournier / Janry                          | –                    | 0                | Am anderen Ende Angst               | 2003             |
| –                                       | Spirou par Rob-Vel                                              | Rob-Vel                                                      | Rob-Vel                                                    | –                    | S13              | Spirou auf Weltreise                | 2011             |
| –                                       | Spirou par Rob-Vel                                              | Rob-Vel                                                      | Rob-Vel                                                    | –                    | S14              | Die mysteriöse Insel                | 2012             |
| –                                       | Spirou par Rob-Vel                                              | Rob-Vel / Jijé                                               | Rob-Vel / Jijé                                             | –                    | S15              | Spirou in Amerika                   | 2012             |
| –                                       | Spirou par Rob-Vel                                              | Rob-Vel                                                      | Rob-Vel                                                    | –                    | S16              | Das Wunderpferd                     | 2013             |
| –                                       | Spirou par Rob-Vel                                              | Rob-Vel                                                      | Rob-Vel                                                    | –                    | S17              | König Rakiki                        | 2013             |
| –                                       | Spirou par Rob-Vel                                              | Rob-Vel                                                      | Rob-Vel                                                    | –                    | S18              | Notlandung auf Zygomus              | 2014             |

### Spirou präsentiert
Die erste angegebene Jahreszahl bezieht sich auf die französischsprachige Originalversion aus Belgien.
Legende: Ein Z vor der Bandnummer bedeutet „Zorglub“ (frz., „Zyklotrop“), ein C „Champignac“ (frz., „Rummelsdorf“).
| Band | Französischer Titel        | Text              | Zeichnung         | Jahr | Band | Deutscher Titel                             | Jahr |
| ---- | -------------------------- | ----------------- | ----------------- | ---- | ---- | ------------------------------------------- | ---- |
| Z1   | La fille du Z              | Jose Luis Munuera | Jose Luis Munuera | 2018 | 1    | Zyklotrop: Die Tochter des Z                | 2018 |
| Z2   | L'apprenti méchant         | Jose Luis Munuera | Jose Luis Munuera | 2019 | 2    | Zyklotrop: Der Lehrling des Bösen           | 2019 |
| Z3   | Lady Z                     | Jose Luis Munuera | Jose Luis Munuera | 2020 | 3    | Zyklotrop: Lady Z                           | 2020 |
| C1   | Enigma                     | BeKa              | David Etien       | 2019 | 4    | Rummelsdorf: Enigma                         | 2020 |
| C2   | Le patient A               | BeKa              | David Etien       | 2021 | 5    | Rummelsdorf: Der Patient A                  | 2021 |
| C3   | Quelques atomes de carbone | BeKa              | David Etien       | 2023 | 6    | Rummelsdorf: Eine Handvoll Kohlenstoffatome | 2024 |

## Chronologische Reihenfolge der Spirou und Fantasio-Geschichten
Die angegebenen Originaltitel sind die heute in Frankreich/Belgien gebräuchlichen endgültigen (Alben-)Titel der Geschichten. Die Jahresangaben beziehen sich hingegen auf die Erstveröffentlichungen im Journal de Spirou und anderen Publikationen, wo die Geschichten mitunter anders betitelt waren, als hier aufgeführt. Ab Fantasio und das Phantom beziehen sich die Seitenzahlen auf die oft ummontierten, ergänzten bzw. gekürzten Albenversionen, soweit vorhanden. Auch berücksichtigt sind Franquin'sche Comics mit dem Marsupilami und dem kleinen Nicki, die dem „Rummelsdorfer Universum“ angehören.

### 1930er und 1940er Jahre
- 1938 Spirou groom au Moustic-hôtel (Rob-Vel, 27 Seiten) Die Geburt von Spirou (Spezial-Album 1: Fantasio und das Phantom, nur 1 Seite; Spezial-Album 13: Spirou auf Weltreise)
- 1938/39 Spirou et l’héritage (de Bill Money) (Rob-Vel, 21 Seiten) (Spezial-Album 13: Spirou auf Weltreise)
- 1939 Spirou contre le robot géant (Rob-Vel/Davine, 39 Seiten) (Spezial-Album 13: Spirou auf Weltreise, 2 Seiten, Spezial-Album 14: Die mysteriöse Insel, 37 Seiten)
- 1939/40 Spirou sur l'île déserte (Rob-Vel, 3 Seiten) (Spezial-Album 14: Die mysteriöse Insel)
- 1940 Spirou et le fils du milliardaire (Rob-Vel/Davine/Jijé, 29 Seiten) (Spezial-Album 14: Die mysteriöse Insel, 4 Seiten, Spezial-Album 15: Spirou in Amerika, 25 Seiten)
- 1940 Spirou vedette de cinéma (Jijé, 4 Seiten) (Spezial-Album 15: Spirou in Amerika, 4 Seiten)
- 1940/41 Spirou chez les esquimaux (Jijé, 12 Seiten) (Spezial-Album 15: Spirou in Amerika, 15 Seiten)
- 1941 Spirou et le cheval ventriloque (Rob-Vel, 33 Seiten) (Spezial-Album 16: Das Wunderpferd, 33 Seiten)
- 1941/42 Spirou le grand chasseur (Rob-Vel, 32 Seiten) (Spezial-Album 16: Das Wunderpferd, 10 Seiten, Spezial-Album 17: König Rakiki, 22 Seiten)
- 1942 Spirou et le singe bleu (Rob-Vel, 11 Seiten) (Spezial-Album 17: König Rakiki, 11 Seiten)
- 1942/43 Spirou et „la puce“ (Rob-Vel, 28 bzw. 16 Seiten im Album) Spirou und Floh (Spezial-Album 1: Fantasio und das Phantom, Spezial-Album 17: König Rakiki, 15 Seiten, Spezial-Album 18: Notlandung auf Zigomus, 10 Seiten)
- 1943 Spirou dans la stratosphère (Rob-Vel, 20 Seiten) (Spezial-Album 18: Notlandung auf Zigomus)
- 1943 Spirou et l’homme invisible (Rob-Vel, 10 Seiten) (Spezial-Album 18: Notlandung auf Zigomus)
- 1943 Le meeting aérien (Jijé, 19 Seiten)
- 1944 Autour du monde avec le pilote rouge (Jijé, 6 Seiten)
- 1944/45 Le voyage dans le temps (Jijé, ca. 27 Seiten)
- 1945 L'enlèvement de Spip (Jijé, 21 Seiten)
- 1945/46 La jeep de Fantasio (Jijé, 16 Seiten)
- 1946 Fantasio et le fantôme (Jijé, 10 Seiten) Fantasio und das Phantom (Spezial-Album 1: Fantasio und das Phantom)
- 1946 Le tank (Franquin, 13 Seiten) Der Panzer (Album: Onkel Ottos Testament)
- 1946 La maison préfabriquée (Jijé/Franquin, 16 Seiten) Spirou und die Fertighäuser (Classics-Album 4: Spirou und der Roboter)
- 1946 Le pharmacien débrouillard (Franquin, 1 Seite) o.T. (Das große André Franquin Buch), Der pfiffige Apotheker (Spezial-Album 7: Onkel Ottos Testament)
- 1946 La vieille dame (Franquin, 4 Seiten) Die alte Dame (Spezial-Album 7: Onkel Ottos Testament)
- 1946 La visite de Saint Nicolas (Franquin, 5 Seiten) Besuch von Sankt Nikolaus (Spezial-Album 7: Onkel Ottos Testament)
- 1946/47 L’héritage (Franquin, 32 Seiten) Onkel Ottos Testament (Classics-Album 3: Onkel Ottos Testament)
- 1947 Spirou à la plage (Franquin, 4 Seiten) o.T. (Das große André Franquin Buch, nur 1 Seite)
- 1947/48 Radar le robot (Franquin, 21 Seiten) Spirou und der Roboter (Classics-Album 4: Spirou und der Roboter)
- 1948 Spirou et les plans du robot (Franquin, 15 Seiten) Spirou hat was gegen Roboter (Classics-Album 1: Spirou bei den Pygmäen und andere Abenteuer)
- 1948/49 Spirou sur le ring (Franquin, 21 Seiten) Spirou im Ring (Classics-Album 1: Spirou bei den Pygmäen und andere Abenteuer)
- 1949 Spirou fait du cheval (Franquin, 7 Seiten) Spirou als Herrenreiter (Classics-Album 1: Spirou bei den Pygmäen und andere Abenteuer)
- 1949 Comme une mouche au plafond (Jijé, 12 Seiten) Wie eine Fliege an der Decke (Classics-Album 2: Spirou im Wilden Westen und andere Abenteuer)
- 1949/50 Spirou chez les pygmées (Franquin, 22 Seiten) Spirou bei den Pygmäen (Classics-Album 1: Spirou bei den Pygmäen und andere Abenteuer)
- 1949 Noël dans la brousse (Franquin, 2 Seiten) Weihnacht im Urwald (Spezial-Album 1: Fantasio und das Phantom)

### 1950er und 1960er Jahre
- 1950 Les chapeaux noirs (Franquin, 16 Seiten) Spirou im Wilden Westen (Classics-Album 2: Spirou im Wilden Westen und andere Abenteuer)
- 1950 Mystère à la frontière (Franquin, 16 Seiten) Schmuggel (Classics-Album 2: Spirou im Wilden Westen und andere Abenteuer)
- 1950/51 Il y a un sorcier à Champignac (Franquin/Henri Gillain, 57 Seiten) Der Zauberer von Rummelsdorf (Album 1)
- 1951 Spirou et les hommes-grenouilles (Jijé, 13 Seiten) Spirou und die Froschmänner (Classics-Album 2: Spirou im Wilden Westen und andere Abenteuer)
- 1951/52 Spirou et les héritiers (Franquin, 59 Seiten) Eine aufregende Erbschaft (Album 2)
- 1952 o.T. (Franquin, 1 Seite) Entwicklungsgeschichte des Autos (Album 4 neue Auflage sowie Das große André Franquin Buch)
- 1952 Les voleurs du Marsupilami (Franquin/Jean-Marc Salmon, 58 Seiten) Die Entführung des Marsupilamis (Album 3)
- 1952/53 La corne de rhinocéros (Franquin, 60 Seiten) Aktion Nashorn (Album 4)
- 1953 Brabantia (Franquin, 1 Seite, Würfelspiel) Brabantia (Album 6 neue Auflage)
- 1953 o.T. (Franquin, 1 Seite) Der Abenteuermuffel (Album 6 neue Auflage)
- 1953/54 Le dictateur et le champignon (Franquin/Rosy, 60 Seiten) Champignons für den Diktator (Album 5) (Carlsen Pocket 30)
- 1954 Les soucoupes volantes (4 Franquin-Bilder von Spirou, dem Marsupilami und dem Grafen von Rummelsdorf in einer Jijé-Geschichte) Blondin und Cirage – Die fliegende Untertasse (Album 10 neue Auflage sowie Das große André Franquin Buch, nur 1 Seite)
- 1954 La mauvaise tête (Franquin, 53 Seiten) Der doppelte Fantasio (Album 6)
- 1954/55 Le repaire de la murène (Franquin, 60 Seiten) Das Versteck der Muräne (Album 7)
- 1955 La Quick Super (Franquin, 16 Seiten) Quick Super (Album 8)
- 1955 Spirou au Radio Circus Marcel Fort (Franquin, 3 Seiten) Spirou im Radio Circus Marcel Fort (Zack Dossier 2)
- 1955 (Ankündigung von Risque-Tout) (Franquin, 1 Seite mit Fantasio)
- 1955 Le Marsupilami descend sur la ville (Franquin/Peyo, 4 Seiten) Das Marsupilami macht einen Ausflug (Album: Die Jagd auf das Marsupilami)
- 1955 Home, sweet home (Franquin, 1/2 Seite) Home, sweet home (Album 8 neue Auflage)
- ca. 1955 (Marsupilami und Noël) (Franquin, 1 Seite) o.T. (Das große André Franquin Buch)
- 1955/56 Les pirates du silence (Franquin/Rosy/Will, 44 Seiten) Tiefschlaf für die ganze Stadt (Semic-Album 1) (Album 8)
- 1956 o.T (Franquin, 1 Seite) Im Gespräch mit dem Grafen von Rummelsdorf (Album 7 neue Auflage)
- 1956 Touchez pas aux rouges-gorges (Franquin, 2 Seiten) Pfoten weg von den Rotkehlchen (Album: Die Jagd auf das Marsupilami) (als Schutzengel der Rotkehlchen im Album 6 von 1982, S. 58–59, bzw. Album 6 von 2003, S. 56–57)
- 1956 Le gorille a bonne mine (Franquin, 40 Seiten) Goldminen und Gorillas (Semic-Album 3) (Album 9)
- 1956/57 Le nid des Marsupilamis (Franquin, 40 Seiten) Kokomiko – Die Hütte im Urwald (Fix und Foxi Super 2) / Das Marsupilami auf Freiersfüßen (Semic-Album 4) / Das Nest im Urwald (Album 10)
- 1956 Ajout à l’histoire en cours: Joyeux Noël (Franquin, 1 Seite) Projektor aus, Licht an! (Album 10 neue Auflage)
- 1956 Noël d’un bagarreur (Franquin, 2 Seiten) Das Marsupilami feiert Weihnachten (Album: Die Jagd auf das Marsupilami)
- 1957 Le voyageur du Mésozoïque (Franquin, 47 Seiten) Ein eisgekühlter Gast taut auf (Semic-Album 2) (Album 11)
- 1957 Gaston (Franquin, 4 Seiten) Gaston (Das große André Franquin Buch)
- 1957 Spirou 2000 (Franquin, 2 Mini-Seiten) Spirou 2000 (Album 10 neue Auflage sowie Reddition 37)
- 1957 Le homard (Franquin, 2 Seiten) Der Hummer (Album 0 sowie Classics-Album 4: Spirou und der Roboter)
- 1957 Spirou et Fantasio à la Brasserie Piedboeuf (Franquin/Jidéhem, 4 Seiten) Eine Reportage über die Brauerei Piedboeuf (Zack Dossier 2)
- 1957 Fantasio et le siphon (Franquin/Denis/Jidéhem, 4 Pocket-Seiten) Fantasio und der Siphon (Spezial-Album 1: Fantasio und das Phantom) Schwamm drüber (Das große André Franquin Buch)
- 1957 Les patins téléguidés (Franquin/Denis/Jidéhem, 4 Pocket- bzw. 2 Album-Seiten) Fantasio und die ferngesteuerten Rollschuhe (Spezial-Album 1: Fantasio und das Phantom sowie Das große André Franquin Buch)
- 1957/58 Vacances sans histoires (Franquin, 19 Seiten) Ferienfahrt mit Hindernissen (Album 9)
- 1957 La bûche de Noël (Franquin/Jidéhem, 2 Seiten) Eine Weihnachtsgeschichte (Album: Die Jagd auf das Marsupilami)
- 1958 La foire aux gangsters (Franquin/Jidéhem, 21 Seiten) Auf dem Rummelplatz geht’s rund (Album 10 von 1985, S. 43–63 bzw. Album 11 von 2003, S. 50–70)
- ca. 1958 Le bouteille de l'eau minerale (Marsupilami und Noël) (Franquin, 1 Seite) Die Sprudelflasche (Das große André Franquin Buch)
- 1958/59 Le prisonnier du Bouddha (Franquin/Greg/Jidéhem, 61 Seiten) Gefangen im Tal der Buddhas (Album 12)
- 1958 Spirou découvre l’Europe (Franquin/Joly/Jidéhem, 4 Seiten) Spirou entdeckt Europa (Das große André Franquin Buch)
- 1958 Les étranges amis de Noël (Franquin/Jidéhem, 2 Seiten) Die seltsamen Freunde des kleinen Nicki (Das große André Franquin Buch)
- 1959 La peur au bout du fil (Franquin/Greg/Jidéhem, 13 Seiten) Am anderen Ende Angst (Album 0) Des Wahnsinns fette Beute (Album 11 von 1986, S. 50–63 – in Neuauflage von 2003 nicht mehr enthalten)
- 1959/60 Z comme Zorglub (Franquin/Greg/Jidéhem, 61 Seiten) Pit und Pikkolo - Das Geheimnis des Mister Z (Fix und Foxi Super 9) / Der Plan des Zyklotrop (Album 13) (Carlsen Pocket 5)
- 1959 Noël et l’Elaoin (Franquin, 42 Mini-Seiten) Nicki und der Elaoin (Nicki und der Elaoin)
- 1960 L'ombre du Z (Franquin/Greg/Jidéhem, 61 Seiten) Im Banne des Z (Album 14) (Carlsen Pocket 18)
- 1959/60 Tembo Tabou (Franquin/Greg/Roba, 30 Seiten) Im Reich der roten Elefanten (Semic-Album 9) (Album 22)
- 1960 Spirou et les hommes-bulles (Franquin/Roba, 31 Seiten) Tiefenrausch (Semic-Album 7) (Album 15)
- 1960/61 Les petits formats (Franquin/Roba, 30 Seiten) Der Liliput-Trick (Semic-Album 6) (Album 15)
- 1961/63 QRN sur Bretzelburg (Franquin/Greg, 65 Seiten) QRN ruft Bretzelburg (Album 16)
- 1964 Joyeuses Pâques pour mon petit Noël (Franquin, 4 Seiten) Fröhliche Ostern, kleiner Nicki (Das große André Franquin Buch)
- 1965/66 Bravo les Brothers (Franquin, 22 Seiten) Die Bravo Brothers (Album 17)
- 1967/68 Panade à Champignac (Franquin/Peyo/Gos/Jidéhem, 37 Seiten) Pit und Pikkolo – Das Riesenbaby (Fix und Foxi Super 26) / Schnuller und Zyklostrahlen (Semic-Album 8) (Album 17)
- 1968 Marsupilami Gag 1 (Franquin, 1 Seite) o.T. (Album: Die Jagd auf das Marsupilami)
- 1968 Marsupilami Gag 2 (Franquin, 1 Seite) o.T. (Album: Die Jagd auf das Marsupilami)
- 1968 Marsupilami Gag 3 (Franquin, 1 Seite) o.T. (Album: Die Jagd auf das Marsupilami)
- 1968 Marsupilami Gag 4 (Franquin, 1 Seite) o.T. (Album: Die Jagd auf das Marsupilami)
- 1968 Marsupilami Gag 5 (Franquin, 1 Seite) o.T. (Album: Die Jagd auf das Marsupilami)
- 1969 Le faiseur d’or (Fournier/Franquin, 48 Seiten) Die Goldmacher (Fix und Foxi Super 33) (Album 18)
- 1969 Un Noël clandestin (Fournier, 6 Seiten) Fröhliche Weihnachten überall! (Album 18)

### 1970er Jahre
- 1970 Le champignon nippon (Fournier, 6 Seiten) Der japanische Champignon (Album 18)
- 1970 Marsupilami Gag 6 (Franquin, 1 Seite) o.T. (Album: Die Jagd auf das Marsupilami)
- 1970 1938 – Spirou 1 (Rob-Vel/Cauvin, 6 Seiten) 1938 – Spirou 1 (Zack Dossier 2) (Spezial-Album 18: Notlandung auf Zigomus)
- 1970 (Marsu in der Redaktion) (Fournier/Franquin, 1 Streifen)
- 1970 (Spirou, Fantasio und Foufi) (Fournier/Kiko, 1 Seite)
- 1970 (Bretzelburger Zollhund und Marsu) (Franquin, 6 Streifen) o.T. (Album 16 neue Auflage sowie Reddition 37)
- 1970 Marsupilami Sport (Franquin, 2 Seiten) o.T. (Album: Die Jagd auf das Marsupilami)
- 1970 Marsupilami Gag 7 (Franquin, 1 Seite) o.T. (Album: Die Jagd auf das Marsupilami)
- 1970 o.T. (Fournier/Delporte, 2 Seiten) Weihnachtszeit ist Truthahnzeit (Album 20 neue Auflage)
- 1970/71 Du glucose pour Noémie (Fournier, 58 Seiten) Zucker im Tank (Album 19)
- 1971 Marsupilami Gag 8 (Franquin, 1 Seite) o.T. (Album: Die Jagd auf das Marsupilami)
- 1971 Joyeuses Pâques, Papa! (Fournier, 6 Seiten) Überraschung, Papa! (Album 0)
- 1971 Un faux départ (Fournier, 2 Seiten mit Pips) Auf Nimmerwiedersehen! (Album 19)
- 1971 Marsupilami Gag 9 (Franquin, 1 Seite) o.T. (Album: Die Jagd auf das Marsupilami)
- 1971 Marsupilami Gag 10 (Franquin, 1 Seite) o.T. (Album: Die Jagd auf das Marsupilami)
- 1971/72 L’abbaye truquée (Fournier, 52 Seiten) Zauberei in der Abtei (Album 20)
- 1972/73 Tora Torapa (Fournier, 52 Seiten) Tora Torapa (Album 21)
- 1972 Marsupilami Gag 11 (Franquin, 1 Seite) o.T. (Album: Die Jagd auf das Marsupilami)
- 1973 Vacances à Brocéliande (Fournier, 9 Seiten, Spirou/Bizu-Crossover) Ferien in Broceliande (Spezial-Album 1: Fantasio und das Phantom) Urlaub in Broceliande (ZACK 60)
- 1973/74 Le gri-gri du Niokolo-Koba (Fournier, 44 Seiten) Fauler Zauber in Afrika (Semic-Album 10) (Album 23)
- 1975 Du cidre pour les étoiles (Fournier, 44 Seiten) Apfelwein für Xorien (Semic-Album 11) (Album 24)
- 1976 o.T. (Fournier/Croze, 1 Seite) Die geheimnisvolle Maske der Tolteken (Album 23 neue Auflage)
- 1976 L’ankou (Fournier, 44 Seiten) Alles wie verhext (Semic-Album 12) (Album 25)
- 1976 o.T. (Fournier/Croze, 1 Seite) Pips und die Geister (Album 25 neue Auflage)
- 1976 Est-ce que vous êtes le chauffeur de l’hôtel? (Franquin, 1 Poster-Seite) Sind Sie der Fahrer des Hotels? (Album: Fantasio und das Phantom sowie Das große André Franquin Buch)
- 1977 o.T. (Fournier/Croze, 2 Seiten) Der kranke Roboter (Album 24 neue Auflage)
- 1977 Houu Bai! (Franquin, 1 Seite) Huuu Ba! (Album: Die Jagd auf das Marsupilami sowie Die Kunst des André Franquin)
- 1977 Capturer un Marsupilami (première parution) (Franquin/Delporte/Will, 2 Seiten) Auf der Jagd nach dem Marsupilami (Album: Die Jagd auf das Marsupilami)
- 1977 o.T. (Fournier/Croze, 1 Seite) Eine Falle für Ladislaus (Album 26 neue Auflage)
- 1977 o.T. (Fournier/Croze, 1 Seite) Der Weg des Teufels (Album 27 neue Auflage)
- 1977 o.T. (Fournier/Gégé, 5 Seiten, Spirou/Bizu-Crossover) Herzlichen Glückwunsch, Spirou! (ZACK 66)
- 1978 Kodo le tyran (Fournier, 44 Seiten) Kodo, der Tyrann (Album 26)
- 1979 Des haricots partout (Fournier, 44 Seiten) Nichts als Bohnen (Album 27)

### 1980er und 1990er Jahre
- 1980 La maison de la mousse (Fournier, 5 Seiten, unvollendet) Das Häuschen im Grünen (Buch: Fournier)
- 1980 Le Fantacoptère solaire (Broca/De Kuyssche, 9 Seiten) Der Solar-Fantaschrauber (Album: Fantasio und das Phantom)
- 1981 Marsupilami Gag 0 (Franquin, 1/2 Seite) o.T. (Album: Die Jagd auf das Marsupilami)
- 1981 Capturer un Marsupilami (deuxième parution) (Franquin/Will, 4 Seiten) Auf der Jagd nach dem Marsupilami (Album: Die Jagd auf das Marsupilami)
- 1981 Allez Champignac! (Broca, 27 Seiten) Rummelsdorf vor – noch ein Tor! (Comixene 73, 76–78)
- 1981 La voix sans maître (Tome/Janry, 8 Seiten) Eine Stimme versagt den Dienst (Album 0)
- 1981 Les robinsons du rail (Franquin/Jidéhem/Delporte, 39 Seiten, Bildergeschichte, Spirou/Gaston-Crossover) Robinson auf Schienen (Album: Robinson auf Schienen)
- 1981 Gare au cliché! (Tome/Janry, 14 Seiten) Ein Foto gab den Hinweis (Album 36)
- 1981/82 La ceinture du grand froid (Broca/Cauvin, 44 Seiten) Die Eiszeit-Maschine (Album 28)
- 1982 La menace (Tome/Janry, 4 Seiten) Das Verhängnis (Album 0)
- 1982 Cœurs d’acier (Chaland, 16 Album-Seiten) Stählerne Herzen (Spezial-Album 1: Fantasio und das Phantom)
- 1982 Virus (Tome/Janry, 44 Seiten) Das geheimnisvolle Virus (Album 31)
- 1982 La boîte noire (Broca/Cauvin, 44 Seiten) Die Büchse der Pandora (Album 29)
- 1982 Le groom du président (Tome/Janry, 6 Seiten) Der Page und der Präsident (Album 36)
- 1982/83 Les faiseurs de silence (Broca/Cauvin, 44 Seiten) Der Lärmschlucker (Album 30)
- 1983 Aventure en Australie (Tome/Janry, 44 Seiten) Abenteuer in Australien (Album 32)
- 1983 La seule et unique histoire plus ou moins vraie de la jeunesse de Spirou racontée par l'Oncle Paul (Tome/Janry, 5 Seiten) Die einzig mehr oder weniger wahre Geschichte über die Jugend von Spirou erzählt von Onkel Paul (Album 36)
- 1983 Vilain faussaire! (Tome/Janry, 6 Seiten) Der Comicfälscher (Album 36)
- 1983/84 Qui arrêtera Cyanure? (Tome/Janry, 44 Seiten) Marilyn ist nicht zu stoppen (Album 33)
- 1984 La tirelire est là (Tome/Janry, 2 Seiten) Das Sparschwein ruft (Album 0)
- 1984 L’incroyable Burp! (Tome/Janry, 12 Seiten) Das Geheimnis des X4 (Album 36)
- 1984/85 L’horloger de la comète (Tome/Janry, 44 Seiten) Die Ruck-Zuck-Zeitmaschine (Album 34)
- 1985/86 Le réveil du Z (Tome/Janry, 44 Seiten) Die Rückkehr des Z (Album 35)
- 1986 Retrouvailles (Franquin/Stibane/Serdu, 44 Seiten) Aufgepasst! (Album: Ferdinand und Flippo)
- 1987 Spirou à New-York (Tome/Janry, 44 Seiten) Abenteuer in New York (Album 37)
- 1988 La frousse aux trousses (Tome/Janry, 44 Seiten) Die Angst im Nacken (Album 38)
- 1989 La vallée des bannis (Tome/Janry, 44 Seiten) Das Tal der Verbannten (Album 39)
- 1990 Spirou à Moscou (Tome/Janry, 44 Seiten) Abenteuer in Moskau (Album 40)
- 1991 Vito la déveine (Tome/Janry, 44 Seiten) Vito, der Pechvogel (Album 41)
- 1992/93 Le rayon noir (Tome/Janry, 44 Seiten) Ein Dorf sieht schwarz (Album 42)
- 1995 Luna fatale (Tome/Janry, 44 Seiten) Mafia, Mädchen und Moneten (Album 43)
- 1998 Machine qui rêve (Tome/Janry, 44 Seiten) Jagd auf Spirou (Album 44)
- 1999 Pirates! (Sergueï/Mikäelof, 44 Seiten, kleines Querformat, Raubdruck-Hommage)
- 1999 Aventure extrême (Larcenet, 3 Seiten)

### 2000er und 2010er Jahre
- 2001 Une semaine de Spirou et Fantasio (Tome/Janry, 1 Seite) Eine Woche mit Spirou und Fantasio (Album 0)
- 2003 L’accélérateur atomique (Trondheim, 46 Seiten, Hommage) Der atomare Teilchenbeschleuniger (Herrn Hases haarsträubende Abenteuer 9)
- 2004 Paris-sous-Seine (Morvan/Munuera, 46 Seiten) Flut über Paris (Album 45)
- 2005 L’homme qui ne voulait pas mourir (Morvan/Munuera, 54 Seiten) Der Mann, der nicht sterben wollte (Album 46)
- 2006 Les géants pétrifiés (Vehlmann/Yoann, 58 Seiten) Die steinernen Riesen (Spezial-Album 2: Die steinernen Riesen)
- 2006 Spirou et Fantasio à Tokyo (Morvan/Munuera, 62 Seiten) Spirou in Tokio (Album 47)
- 2006 Des valises sous les bras (Morvan/Hiroyuki, 38 Seiten, Manga) Kofferträger (Comix 50–52)
- 2006 Noël sans neige (Morvan/Munuera/Yann, 5 Seiten) Weihnachten ohne Schnee (ZACK 98) Weihnachten ohne Schnee... (Album 48)
- 2007 Les marais du temps (LeGall, 52 Seiten) Die Sümpfe der Zeit (Spezial-Album 4: Die Sümpfe der Zeit)
- 2007 Le tombeau des Champignac (Tarrin/Yann, 59 Seiten) Die Gruft derer von Rummelsdorf (Spezial-Album 6: Die Gruft derer von Rummelsdorf)
- 2008 Le journal d'un ingénu (Bravo, 74 Seiten) Portrait eines Helden als junger Tor (Spezial-Album 8: Portrait eines Helden als junger Tor)
- 2008 Une entrevue avec deux héros (Vehlmann/Yoann, 1 Seite) o.T. (Album 49)
- 2008 Aux sources du Z (Morvan/Munuera/Yann, 48 Seiten) Zu den Ursprüngen des Z (Album 48)
- 2008 Back to the Rédak (Vehlmann/Yoann, 8 Seiten) Die Geheimnisse der Tiefe (Album 0 neue Auflage)
- 2009 Le groom vert-de-gris (Schwartz/Yann, 62 Seiten) Operation Fledermaus (Spezial-Album 9: Operation Fledermaus)
- 2010 Panique en Atlantique (Trondheim/Parme, 62 Seiten) Panik im Atlantik (Spezial-Album 11: Panik im Atlantik)
- 2010 Alerte aux Zorkons (Vehlmann/Yoann, 54 Seiten) Angriff der Zyklozonks (Album 49)
- 2011 La face cachée du Z (Vehlmann/Yoann, 47 Seiten) Die dunkle Seite des Z (Album 50)
- 2013 Dans les griffes de la vipère (Vehlmann/Yoann, 46 Seiten) In den Fängen der Viper (Album 51)
- 2013 La femme léopard (Schwartz/Yann, 68 Seiten) Die Leopardenfrau (Spezialalbum 19)
- 2014 Le Groom de Sniper Alley (Vehlmann/Yoann, 46 Seiten) Der Page der Sniper Alley (Album 52)
- 2014 Fantasio a disparu – Une aventure dont vous êtes le Spirou (18 Seiten, enthält 71 Strips diverser Zeichner, Text von Jousselin)
- 2014 La Grosse Tête (Makyo/Toldac/Téhem) Ein großer Kopf (Spezialalbum 20)
- 2014 Les Destins Contrariés (Vehlmann/Yoann, 6 Seiten)
- 2015 La colère du Marsupilami (Vehlmann/Yoann, 54 Seiten) Der Zorn des Marsupilamis (Album 53)
- 2016 Fantasio se marie (Feroumont/Coopman, 63 Seiten) Fantasio heiratet (Spezialalbum 21)
- 2016 Supergroom (Vehlmann/Yoann, 8 Seiten)
- 2016 La Lumière de Bornéo (Zidrou/Pé/Cerise)
- 2016 Le maître des hosties noires (Schwartz/Yann, 64 Seiten) Der Meister der schwarzen Hostien (Spezialalbum 22; Fortsetzung und Ende von Die Leopardenfrau)
- 2017 La fille du Z (Munuera, 62 Seiten) Die Tochter des Z (Album: Spirou präsentiert 1)
- 2017 Spirou et l’affaire du pingouin (Jousselin/Croix, ? Seiten)
- 2017 Fantasio fait la bio (Nicoby/Jousselin, 3 Seiten)
- 2017 Il s’appelait Ptirou (Verron/Sente, 76 Seiten) Sein Name war Ptirou (Album: Sein Name war Ptirou)
- 2017 La chevauchée temporelle (Yoann/Vehlmann, 8 Seiten) Der Ritt durch die Zeit (Album: Die tollsten Abenteuer von Spirou)
- 2018 Le triomphe de Zorglub (Cossu/Sentenac/Bocquet, ? Seiten) ? (Album: ?)
- 2018 Fondation Z (Lebeault/Filippi, 66 Seiten) Stiftung Z (Album: Stiftung Z)
- 2018 Spirou ou l’espoir malgré tout (Bravo, 86 Seiten) Spirou oder: die Hoffnung - Teil 1 (Album: Spirou oder: die Hoffnung - Teil 1)
- 2018 Boulevard du crépuscule: la dernière aventure (Yoann/Vehlmann, ? Seiten) ? (Album 53)
- 2018 L’apprenti méchant (Munuera, 62 Seiten) Der Lehrling des Bösen (Album: Spirou präsentiert 2)
- 2018 (?) (Yoann/Vehlmann, 2 Seiten)
- 2018 Spirou in Berlin (Flix, 56 Seiten) Spirou in Berlin (Album: Spirou in Berlin)

## Verfilmungen

### Spirou (1993)
1993 erschien eine 52-teilige franco-belgische Zeichentrick-Fernsehserie mit dem Titel Spirou. Die Folgen hatten eine Länge von 24 Minuten und ähneln stark dem Stil der Alben von Tome und Janry. Unter dem Titel Spirou und Fantasio wurden einige Folgen auch in deutscher Sprache synchronisiert und im Fernsehen ausgestrahlt sowie auf DVD veröffentlicht.

### Spirou und Fantasio (2006)
2006 folgte mit Les nouvelles aventures de Spirou et Fantasio eine weitere Serie. Insgesamt 39 Episoden erschienen unter dem Titel Spirou und Fantasio auch auf Deutsch. Die Animation der Serie wirkt eher modern und hat nur wenig mit dem vorherigen Stil gemein.

### Die Abenteuer von Spirou und Fantasio (2018)
2018 wurden Spirou und Fantasio unter der Regie von Alexandre Coffre als Spielfilm umgesetzt, mit Thomas Solivéres in der Rolle des Spirou und Alex Lutz als Fantasio.

## Computerspiele
- Spirou: The Robot Invasion von 2000
- Spirou (Computerspiel, 1995)

## Parc Spirou
Nahe der Gemeinde Monteux in Südfrankreich entstand mit der Grundsteinlegung im Juni 2017 und der Bauzeit von einem Jahr der Spirou-Freizeitpark. Der Tag der Eröffnung wurde mehrmals verschoben, bis er am 1. Juni 2018 eröffnet wurde.